# 合同電気
合同電気株式会社（ごうどうでんき かぶしきがいしゃ）は、大正から昭和戦前期にかけて存在した日本の電力会社である。三重県津市に本社を置く会社で、設立時は地名を付して三重合同電気株式会社（みえごうどうでんき）と称した。
1922年（大正11年）、三重県下の電気事業者3社を統合して発足。その後も県の内外を問わず積極的に事業統合を進め、最終的に供給区域を三重県・奈良県・京都府・滋賀県・和歌山県・兵庫県・徳島県の7府県に広げた。また電気供給事業のほかにも、一部の都市で電気鉄軌道を運営し、都市ガス供給事業を経営していた。
1930年（昭和5年）に大手電力会社東邦電力の傘下に入り、1937年（昭和12年）に同社へ合併されて解散した。

## 概要

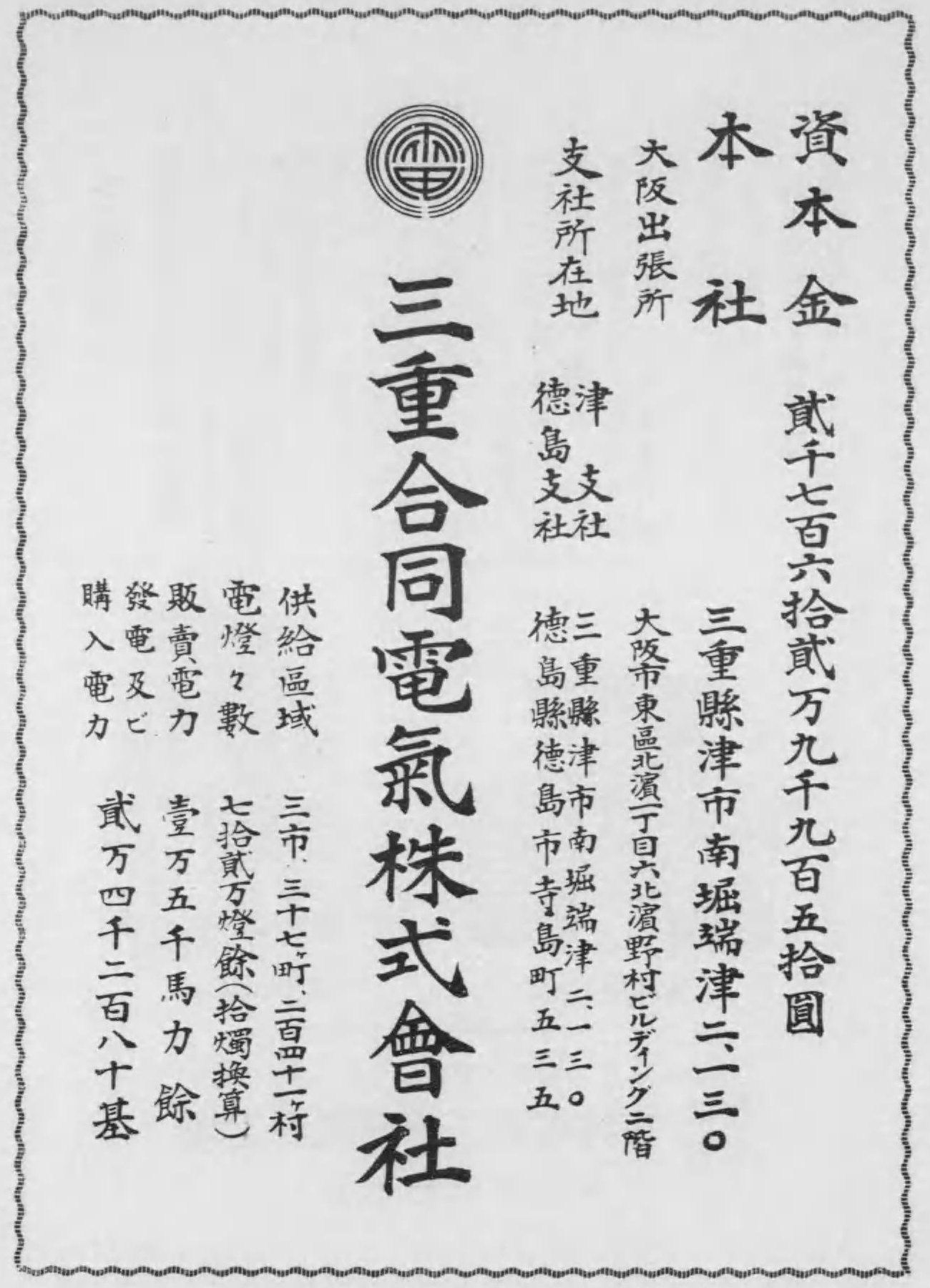
三重合同電気時代の広告（1926年）

合同電気（旧社名：三重合同電気）は、明治期開業の三重県下電気事業者3社が新設合併により合同し、1922年（大正11年）5月に成立した電気事業者である。合同に参加したのは津電灯・松阪電気・伊勢電気鉄道の3社で、三重合同電気発足後も巌倉水電など県下の事業者統合を進めた。さらに1923年（大正12年）には徳島水力電気を合併し、徳島県および淡路島（兵庫県）にも進出した。
三重県外での事業拡大はその後も続き、1928年（昭和3年）に濃飛電気を合併し岐阜県へと進出。1930年（昭和5年）には東邦電力から同社四日市支店の事業を譲り受けて三重県の大部分を供給区域に収めるとともに奈良支店の事業を継承し、さらには京阪電気鉄道から同社和歌山支店の事業も引き継いだ。これらにより供給区域は最終的に三重県・奈良県・京都府・滋賀県・和歌山県・兵庫県・徳島県の7府県に及んだ（岐阜県には発電所のみ立地）。東邦電力から事業を継承した際に現物出資の形をとったため、以降は東邦電力が大株主となっている。また事業継承が決定した1930年1月、社名から地名を外して合同電気へと改称した。
電気供給事業以外の兼営事業としては、都市ガス供給事業、電気軌道・鉄道事業、バス事業が挙げられる。ガス供給事業は津電灯や徳島水力電気から継承したもので、一部を1930年に系列の合同ガスへと移管している。電気軌道事業は三重県と和歌山県で営んでおり、前者は伊勢電気鉄道、後者は京阪電気鉄道からそれぞれ継承した。バス事業も両社から継承し、1932年（昭和7年）まで直営であった。電気鉄道事業は三重県の朝熊登山鉄道を1928年に合併したことで始まった。ただしこれらの兼営事業が収益に占める割合は小さく、1936年9月期の決算では総収入の94%が電気供給事業の収益である。
1937年（昭和12年）3月、大手電力会社で大株主であった東邦電力に合併され合同電気は消滅した。その東邦電力も1942年（昭和17年）に解散しており、合同電気が供給していた地域はその後の再編を経て1951年（昭和26年）以降中部電力・関西電力・四国電力の営業区域の一部となっている。また兼営事業はガス事業が東邦ガス（旧合同ガス）および四国ガスに継承されているが、運営していた鉄軌道路線はすべて現存しない。

## 設立の経緯と三重県下の電気事業再編
以下、沿革のうち設立の経緯と設立後の三重県内（一部岐阜県）における電気事業再編の進展について記述する。

### 三重県下の電気事業創業
合同電気、旧称三重合同電気は、社名が示すように三重県の電力会社が合同して発足した企業である。1922年（大正11年）5月の会社設立時、合同に参加したのは津電灯株式会社・松阪電気株式会社・伊勢電気鉄道株式会社の3社であった。

三重県下の主要電気事業者供給区域図（1921年）

三重県にて電気の供給が開始されたのは、中部地方最初の電気事業者名古屋電灯が1889年（明治22年）に開業してから8年が経過した1897年（明治30年）のことである。まず県庁所在地の津市にて、4月から津電灯（初代）の手により開始された。次いで8月に度会郡宇治山田町（宇治山田市を経て現・伊勢市）でも宮川電気（1902年伊勢電気鉄道へ改称）が開業し供給が始まる。津電灯は地元の川喜田四郎兵衛らにより、宮川電気は大阪の実業家や地元の太田小三郎らによって、いずれも前年の1896年（明治29年）に設立されていた。さらに1897年9月、県内3番目の電気事業者として四日市市にて四日市電灯（後の北勢電気）が開業している。
1904年（明治37年）2月、阿山郡上野町（上野市を経て現・伊賀市）の田中善助により水力発電所が建設され、上野町にて電気の供給が始まる（翌年法人化され巌倉水電が発足）。次いで田中は名張川支流の青蓮寺川に水力発電所を設置するべく三重共同電気を設立、火力発電を電源としていた津電灯に対し1910年（明治43年）より電力の供給を開始する。この三重共同電気は開業後間もなく津電灯を吸収し、翌1911年（明治44年）に津電灯（2代目）に改称した。また飯南郡松阪町（現・松阪市）では、1903年（明治36年）に、実業家の才賀藤吉や地元の安保庸三らによって松阪水力電気（1921年松阪電気に改称）が発足。櫛田川に水力発電所を設置し、1906年10月より供給を開始した。
松阪電気以降も三重県内では相次いで電気事業者が開業し、1921年度時点では計12事業者を数えたが、この中で1万灯以上の電灯を供給するのは上記5社、津電灯・伊勢電気鉄道・北勢電気・巌倉水電・松阪電気だけであった。1921年（大正10年）6月時点の5社の概要と、1921年度の供給実績を下表に示す。
| 事業者名     | 事業開始年月 | 資本金  | 社長         | 供給区域                                                                                                  | 電灯供給  | 電力供給  | 備考               |
| ------------ | ------------ | ------- | ------------ | --- | --------- | --------- | ------------------ |
| 津電灯       | 1897年4月    | 200万円 | 川喜田久太夫 | 津市、 安濃郡14町村、 河芸郡7町村、 一志郡20町村、 名賀郡16町村、 志摩郡1村                               | 67,379灯  | 564.9kW   | ガス事業兼営       |
| 伊勢電気鉄道 | 1897年6月    | 400万円 | 太田光熈     | 宇治山田市、 度会郡11町村、 志摩郡5町村                                                                   | 36,627灯  | 266.7kW   | 軌道・バス事業兼営 |
| 北勢電気     | 1897年7月    | 500万円 | 九鬼紋七     | 四日市市、 三重郡29町村、 河芸郡15町村、 桑名郡16町村、 鈴鹿郡18町村、 安濃郡1村、 員弁郡16村、 一志郡9村 | 114,135灯 | 1,671.3kW | ガス事業兼営       |
| 巌倉水電     | 1904年2月    | 60万円  | 田中善助     | 阿山郡18町村、 名賀郡3村                                                                                  | 24,058灯  | 130.4kW   |                    |
| 松阪電気     | 1906年10月   | 200万円 | 安保庸三     | 飯南郡全町村、 多気郡15町村、 一志郡8村、 度会郡22町村、 志摩郡15村                                       | 48,232灯  | 278.3kW   |                    |

### 三重合同電気の設立

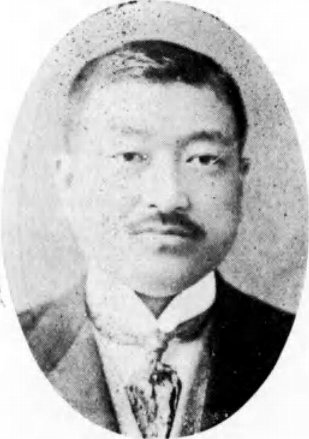
県下の電気事業統合を推進した三重県知事山脇春樹

1914年（大正3年）の第一次世界大戦勃発以後、産業の急速な発達により日本各地で電力不足が発生していたが、当時の三重県下では上記のように複数の中小事業者が乱立してそれぞれ独自の経営に追われており、総合的な電力供給は困難であった。こうした状況下において、戦後電気事業の統合・整理が国策とされると、当時の三重県知事山脇春樹（在任：1919 - 1922年）は国策を反映して割拠的経営の弊害を解消するべく県下の電気事業の統一を画策、主要5社に対して合併を勧告した。知事の勧告を受けて各社の代表者は協議を重ねたが、北勢電気は当時周辺の事業者を相次いで合併していた関西電気（名古屋電灯の後身、後の東邦電力）との合併を選択し、1922年（大正11年）5月同社に吸収された。また巌倉水電も合併から離脱したため、この2社を除いた津電灯・伊勢電気鉄道・松阪電気の3社にて合併協議が進められることとなった。
そして3社の新設合併により新会社を設立するという合併契約が締結され、1921年（大正10年）11月27日、3社はそれぞれ臨時株主総会を開いて合併を承認した。その後新会社設立手続きが採られ、翌1922年2月2日付で関係官庁から合併に関する認可も取得。最終的に同年5月1日、津電灯・伊勢電気鉄道・松阪電気3社合併による新会社「三重合同電気株式会社」の創立総会が津市内の津商業会議所で開催され、会社設立に至った。会社設立時の資本金は1250万円（うち1139万3750円払込）で、本社は津市南堀端津2130番地に設置。経営陣は代表取締役社長に川喜田久太夫、取締役副社長に安保庸三がそれぞれ選出された。社長の川喜田は、東京日本橋大伝馬町にも店を構える津の木綿商にして百五銀行頭取。副社長の安保は松阪電気を中心に会社経営にあたった松阪町の実業家である。
川喜田の社長在任は2年間で1924年（大正13年）7月に退任、同年9月より太田光熈が2代目社長に就任した。以後、太田は東邦電力と合併するまで社長を務めることとなる。太田は関西の私鉄京阪電気鉄道に設立初期から入社して社長にまで昇任（1925年）した鉄道経営者であるが、養父太田小三郎が伊勢電気鉄道の社長であった関係から1918年より同社社長も務めていた。

### 電気事業再編の進展

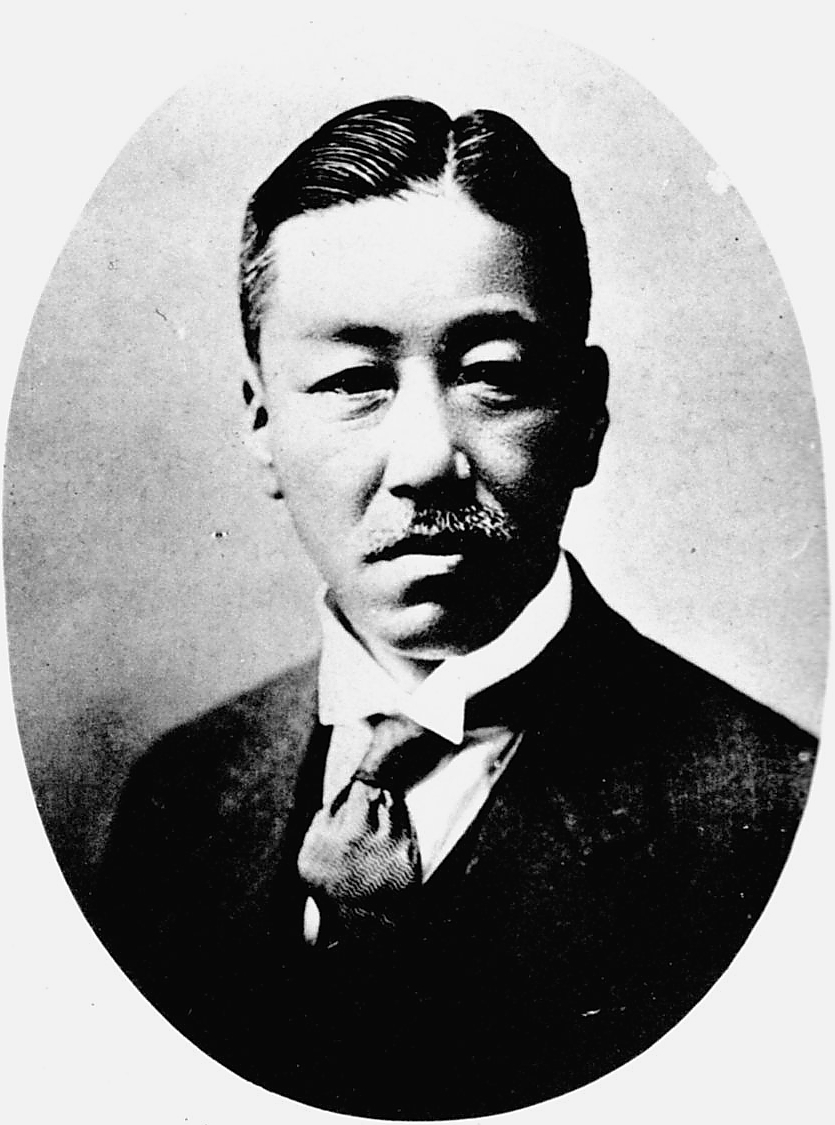
2代目社長太田光熈

設立後の三重合同電気は、資本的・技術的・経済的統制を図る目的で引き続き三重県内の事業者を吸収する方針を立て、積極的に事業の統合を進めた。
まず1922年9月11日、山脇知事の合併勧告を受けていたものの三重合同電気設立に参加していなかった巌倉水電を合併、同時に同社系列の比奈知川水電も合併した。このうち比奈知川水電は、巌倉水電社長の田中善助により、青蓮寺川の開発に続いて比奈知川を開発するべく1919年（大正8年）4月資本金50万円で設立された発電会社である。合併直前に比奈知発電所（出力800kW）が完成していた。この2社の合併は創立総会から間もない1922年5月30日の臨時総会で議決。合併に伴う三重合同電気の増資額は165万円増加であった。
統合後、翌1923年（大正12年）にかけての短期間に送電設備の建設が相次いだ。津・松阪間や松阪・山田間の連絡送電線新設、伊賀地域の発電所周波数統一ならびに箕曲発電所（旧津電灯）・比奈知発電所間連絡線新設などからなり、1923年3月には山田から鵜方までの鵜方送電線も完成、鵜方村（現・志摩市）をはじめとする志摩郡・度会郡の30村に対する供給も開始する。加えて同年5月31日、帝国汽船の電気事業を15万6765円にて買収した。供給区域は志摩郡鳥羽町および加茂村（現・鳥羽市）で、1921年度時点での供給実績は電灯供給5,021灯であった。鳥羽地区での電気事業は1909年（明治42年）7月に鳥羽造船所の附属事業として始められ、造船事業の消長とともに経営主体が変化した後1918年より帝国汽船の手で経営されていた。三重合同電気では5月中に鳥羽にも変電所を新設している。
続いて1925年（大正14年）1月31日、三重共同電力の事業を254万5970円で買収した。同社は三重合同電気設立前の1919年8月、津電灯・伊勢電気鉄道・北勢電気・巌倉水電・松阪電気の5社の出資により資本金100万円で設立された発電会社で、大型火力発電所の共同建設によって効率化と供給の安定化を図る狙いがあった。火力発電所に先立って1921年12月、波多瀬発電所（水力、出力800kW）を建設。1923年7月には三重火力発電所（下記で詳述）の運転を開始し、44キロボルト (kV) 送電線を架設して四日市・宇治山田方面へ送電していた。
1925年11月、鳥羽沖の離島坂手島への海峡横断配電線工事が完成し島への配電が始まった。次いで翌1926年（大正15年）2月、坂手島の北にある答志島（答志村・桃取村）への工事が完成する。答志島では三重合同電気の進出に先立つ1922年12月に答志電気という事業者がガス力（内燃力）発電を電源に開業していたが、三重合同電気では1926年5月にその事業を買収した。同社は資本金5万円、供給区域は答志島のうち答志村で、1924年度時点の供給実績は電灯供給610灯であった。さらに1926年8月、菅島への配電工事も完了し、鳥羽沖離島3島での工事が終了した。
昭和に入っても事業統合は続けられ、1927年（昭和2年）5月15日、北牟婁電気と尾鷲電気の2社が合併された。合併による増資額は計82万円である。北牟婁電気は1915年（大正4年）12月の開業で、資本金10万円、本社は松阪町にあり安保庸三が社長を兼任していた。供給区域は北牟婁郡長島町（現・紀北町）ほか4村、1926年度時点の供給実績は電灯供給5,227灯、電力供給60.4キロワット (kW) であった。一方尾鷲電気は地元有志の手で北牟婁郡尾鷲町（現・尾鷲市）にて1910年5月に設立され、同年10月に開業。資本金は110万円で、安保が取締役として入っていた。供給区域は尾鷲町をはじめとする北牟婁郡・南牟婁郡12町村、1926年度時点の供給実績は電灯供給16,454灯、電力供給164.9kWであった。合併に前後し、滝原まで伸びていた送電線が1927年4月に長島まで延長され、11月には尾鷲まで到達した。

### 三重火力発電所について
発足時における三重合同電気の電源には、櫛田川の水力発電所3か所・総出力1,802kW（旧松阪電気の鍬形・下出江、旧伊勢電気鉄道の宮前）、伊賀地方の水力発電所2か所・総出力1,100kW（旧津電灯の箕曲・川上）と、複数の火力発電所があった。その後の事業統合では、旧巌倉水電の巌倉発電所（出力150kW）や旧比奈知川水電の比奈知発電所、旧三重共同電力の波多瀬発電所・三重火力発電所などを引き継いだ。
こうした初期の三重県下の発電所の中で大型であったのが三重火力発電所（初期の発電所名は「津火力発電所」）である。所在地は津市大字古河（現・津市南丸之内、古河変電所所在地）。三重共同電力の手で建設され、1923年7月に出力3,000kWにて運転を開始。次いで1925年9月に5,000kWの増設工事が完了した。増設後の主要設備はエッシャーウイス製蒸気タービン2台とウェスティングハウス製交流発電機2台（容量6,250/3,750キロボルトアンペア各1台）からなる。
1926年度の段階では三重地域での年間総発受電量5761万キロワット時 (kWh) の44パーセントに及ぶ年間2540万kWhの発電量が三重（津）火力発電所単体であったが、合同電気となった1930年度には火力発電自体の稼働がなくなっている。

### 岐阜県への進出

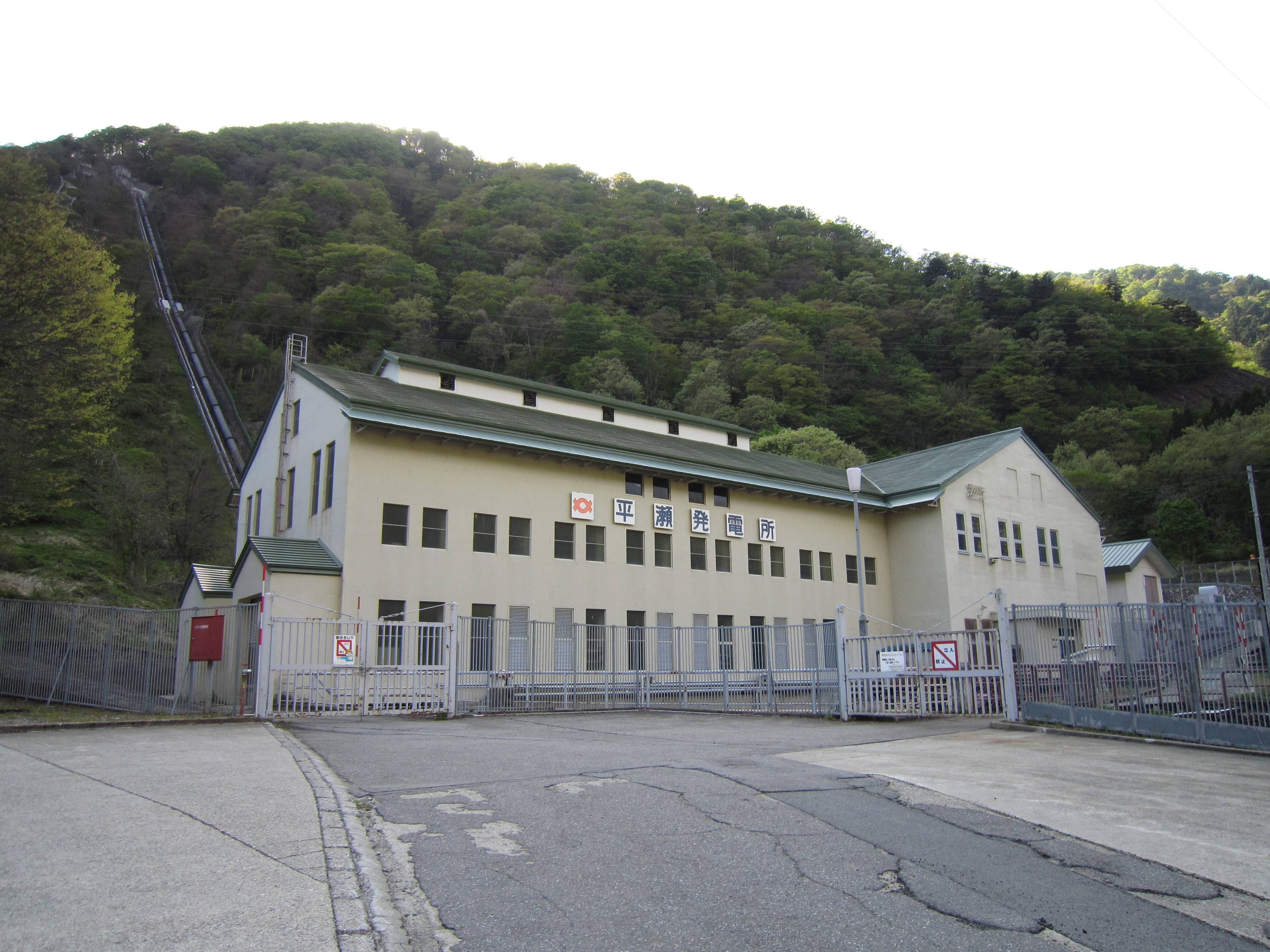
平瀬発電所（岐阜県、2010年撮影）

1928年（昭和3年）7月1日、三重合同電気は濃飛電気株式会社を合併し、岐阜県へと進出した。合併による資本金の増加は600万円である。三重合同電気は従来、水力発電の規模が小さく割高な火力発電主体の発電体制を採っていたが、濃飛電気を合併することで水力発電の強化を狙った。
濃飛電気は福澤桃介系の会社で、1921年（大正10年）設立。岐阜県本巣郡根尾村（現・本巣市）にて根尾川を開発し、長島発電所（出力4,050kW）を建設、地元への供給分を除いて東邦電力に発生電力を供給していた。また庄川水系大白川の開発を担当した傍系会社大白川電力を合併し、平瀬発電所（出力11,000kW）も運転していた。資本金600万円、本社愛知県名古屋市、社長兼松煕で、供給区域は岐阜県本巣郡・揖斐郡・山県郡・稲葉郡・大野郡の計26村。1927年度の供給実績は電灯供給20,767灯、電力供給122.9kWであった。合併直後の1928年8月、兼松煕が三重合同電気副社長に就任している。
この濃飛電気と三重合同電気は、1927年（昭和2年）5月、共同で発電会社濃勢電力株式会社を設立していた。資本金は500万円で、濃飛電気から根尾川における水利権を譲り受けてこれを順次開発し、発生電力を両社などへ供給する計画の下、第一期工事として金原発電所（出力4,400kW）を建設した。金原発電所は1929年（昭和4年）6月に送電線とともに完成し、その発生電力は津方面への送電に充てられた。濃飛電気が三重合同電気に吸収された後、1930年（昭和5年）5月1日付で濃勢電力の事業も同社に298万9885円にて買収されている。

## 徳島・淡路への進出
以下、沿革のうち徳島県および兵庫県淡路地方における事業について記述する。

### 徳島水力電気の合併

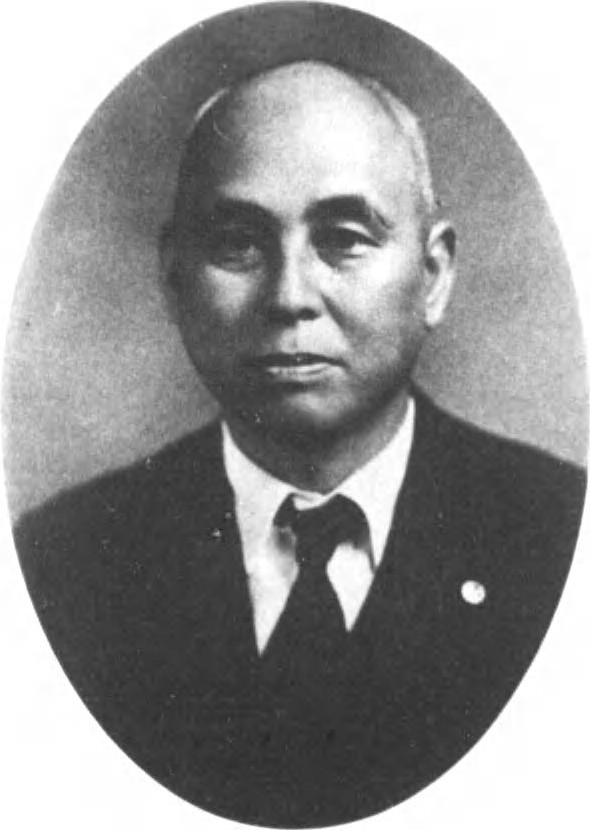
川北栄夫

三重県の電気事業者を統合して発足した三重合同電気は、発足翌年の1923年（大正12年）10月に徳島県の電気事業者徳島水力電気株式会社を合併、三重県から遠く離れた徳島県および兵庫県淡路地方（淡路島）に進出した。
徳島水力電気の事業の発端は、1894年（明治27年）に設立された徳島電灯株式会社にある。翌1895年（明治28年）1月、徳島電灯は徳島市内に火力発電所を設置し、市内への電灯供給を開始した。その後明治末期になって日本各地で水力発電が行われるようになると、徳島でも水力開発を行うべく徳島水力電気が設立されるに至る。徳島水力電気は地元の藍商後藤田千一らの発起により1908年（明治41年）2月、資本金30万円で設立。那賀川上流に桜谷発電所を建設し、1910年（明治43年）より送電を開始して徳島市内の変電所から徳島市などへと供給を始めた。その結果先発の徳島電灯との競争が生じるが、翌1911年（明治44年）に徳島電灯は徳島水力電気に吸収された。
徳島水力電気は徳島電灯以外にも電気事業者3社およびガス事業者1社を順次合併するなど事業を拡大し、1921年6月の時点では徳島県東部を中心に徳島市および名東郡・名西郡・麻植郡・板野郡・阿波郡・勝浦郡・那賀郡・美馬郡・三好郡の計54町村に供給区域を広げていた。代表者は専務取締役の井原外助で、川北栄夫率いる電機メーカー川北電気企業社の系列であった。1921年度の供給実績は、電灯供給11万3823灯、電力供給1,465.7kWで、その電灯供給灯数は四国地方の事業者の中で最多である。さらに1921年から翌年にかけて淡路島の電気事業者計3社を合併、淡路島の大部分を供給区域に追加した。
事業を拡大した徳島水力電気であったが、同社は供給力不足という問題を抱えていた。発電所の新増設を順次行い解消に努めたものの、徳島県当局や逓信大臣から改善命令を受けるほどであった。このため1922年に祖谷川水力電気を合併し、吉野川水系祖谷川での電源開発に着手した。一方で経営面では好成績を上げており、資本金1225万円（払込資本金669万円）に対して毎半期約45万円の利益を計上、年率12%の配当を続けていた。同時期の三重合同電気は、資本金1415万円（払込資本金約1300万円）に対して毎半期6-70万円の利益で年率9%の配当であったから、三重合同電気よりも徳島水力電気の方が業績では優っていた。
地理的に離れた三重合同電気と徳島水力電気の2社を結びつけたのは川北栄夫である。川北は三重合同電気の取締役であるとともに、徳島水力電気の大株主であった。川北の斡旋によって合併の計画は進められ、一時期徳島側の重役間に内紛を生じたが、最終的に妥協が成立。1923年10月20日付で合併が成立し、三重合同電気は資本金を1347万9950円増加して2762万9950円とした。三重県内に偏在する一地方会社ではなく、東海と南海を横断する大会社として中央（大阪）に拠点を据えるのが今後の社業拡大や資金調達の便から得策、ということでの合併であった。ただし本社を三重県津市から大阪市へと移す本社移転問題は、その後営業の中枢を大阪へと移しただけで沙汰止みとなった。

### 勢力の拡大
三重合同電気との合併により、徳島水力電気の営業区域は三重合同電気徳島支社の管轄となったが、1925年（大正14年）1月に淡路地区が徳島支社から分離され、新設の淡路営業所の管轄とされた。
徳島支社管内では設備の拡充や供給の拡大に努めるとともに、三重県内と同様徳島県内の群小事業者の統合を推進した。その第一号が1925年11月に実施された横瀬水力電灯社からの事業買収である。同社は勝浦郡棚野村（後の横瀬町、現・勝浦町）の一部を供給区域とする資本金1万円の事業者で、1924年度時点での供給実績は電灯供給215灯であった。次いで1927年（昭和2年）5月15日、宮川内水力電気・名西水力電気・那賀電気の3社を同時に合併した。合併による資本金の増加は91万円である。この3社の概要は以下の通り。
| 事業者名       | 事業開始年月 | 資本金 | 供給区域                              | 電灯供給 | 電力供給 |
| -------------- | ------------ | ------ | ------------------------------------- | -------- | -------- |
| 宮川内水力電気 | 1917年10月   | 60万円 | 板野郡8町村、 阿波郡7町村、 名西郡1村 | 22,249灯 | 348.2kW  |
| 名西水力電気   | 1921年2月    | 30万円 | 名西郡9村、 名東郡2村、 勝浦郡1村     | 9,382灯  | 75.7kW   |
| 那賀電気       | 1914年12月   | 30万円 | 那賀郡10町村、 海部郡4町村            | 16,403灯 | 214.8kW  |

3社合併に続いて1928年（昭和3年）7月、海部郡を供給区域とする海部水力電気（資本金30万円）の株式を取得し、支配下に置いた。これによって徳島県の大部分が三重合同電気の勢力圏となっている。次いで1933年（昭和8年）11月、阿波水力電気の事業を競落した。同社は大阪市にあった資本金13万円の事業者で、名東郡佐那河内村で府能発電所（出力300kW）を運転していた。
徳島支店管内では、管内一斉の需要開拓運動など積極的な営業政策が採られた。例えば1926年11月より実施された「電灯増燭運動」では、1か月間徳島市を中心に管内全域にわたり社員総出で各戸を訪問し、期間中差額の料金を無料化するなどの特典をつけてより高い燭光の電球への変更（増燭化、より明るい電球への切り替え）を勧誘、増収を図っている。また電力供給では、北島町にて東邦人造繊維（現・東邦テナックス）のレーヨン工場が1935年（昭和10年）1月に竣工すると、合同電気は工場まで送電線を架設し供給を開始した。
淡路営業所管内では、1932年（昭和7年）3月10日、淡路電灯から事業を32万7500円で買収した。同社は1915年（大正4年）に開業、資本金は30万円で、供給区域は津名郡の14町村。1931年度時点の供給実績は電灯供給1万1861灯、電力供給183.7kWであった。この買収によって淡路島の電気事業統合が達成された。

### 徳島・淡路区域における電源開発

#### 洲本発電所
淡路島においては、徳島水力電気時代の1923年5月、津名郡洲本町（現・洲本市）に火力発電所の洲本発電所が完成、分散していた小発電所を廃して洲本発電所から各所に配電する方式を採っていた。完成時の発電所出力は1,000kW。次いで三重合同電気時代の1926年（大正15年）6月に1,000kWの増設工事が完成し、1928年（昭和3年）9月にも2度目の増設工事が終了した。
認可出力は3,500kW（1936年末時点）。増設後はタービン発電機3台体制で、ゼネラル・エレクトリック (GE) 製1,000kW機、スタール (STAL)・アセア製1,400kW機、三菱造船・三菱電機製1,400kW機からなった。
なお淡路島は電源に乏しいため常に本州または四国からの送電が要望されていたが、海底ケーブルの敷設が困難であることや架空線の架設には由良要塞の関係から陸軍が反対したため実現しなかった。

#### 祖谷発電所
三重合同電気が合併した徳島水力電気は、那賀川において電源開発を手がけ桜谷第一・第二発電所（出力計1,900kW）を建設していたが、1922年に祖谷川水力電気を合併し、徳島県山間部、吉野川水系祖谷川での電源開発計画を引き継いだ。この祖谷発電所は1923年3月に竣工。逓信省の資料によると、1926年時点における発電所出力は912kWであった。
祖谷川開発計画は本来、祖谷川と支流谷道川に計4か所の発電所を建設するというものであった。その第一期工事としてまず祖谷発電所が完成したのであるが、その後建設費の関係上計画が変更され、祖谷川・谷道川およびその支渓流の流水を1か所に集めて1つの発電所として発電することとなった。この祖谷発電所第二期工事は土木工事と発電所2台のうち1台分の工事が1926年11月末までに完成し、12月25日付で使用認可を取得。残工事も翌1927年3月に完了した。増設後の出力は5,380kWで、三菱造船製ペルトン水車・1,250キロボルトアンペア (kVA) 発電機1組と、エッシャーウイス製フランシス水車・日立製作所製4,375kVA発電機2組を備えた。この増設工事完成を機に、余剰電力を利用して鴨島町（現・吉野川市）と徳島市を結ぶ電気鉄道を敷設する計画が浮上したが、実現していない。
徳島県下における自社建設水力発電所はこの祖谷発電所のみだが、他社水力発電所の電力も順次受電した。まず1925年11月、美馬水力電気（美馬郡端山村・吉良発電所を運転）からの受電を開始。次いで1928年11月に四国電力（口山村・第一発電所を運転）からの受電を始め、1931年（昭和6年）12月より貞光電力（一宇村・一宇発電所を運転）からも受電した。1936年末時点では3社からの受電電力は計7,200キロワットであり、自社水力発電所6か所の総出力8,202kWに迫る規模であった。なお3社のうち四国電力・貞光電力は自社の傍系会社にあたる。

#### 徳島火力発電所
徳島県下の火力発電所は、徳島水力電気時代の1922年から勝浦郡小松島町（現・小松島市）に出力1,000kWの小松島発電所が存在した。四国地方は雪が少なく、夏季・冬季には渇水が多発するため、渇水期に水力発電量の減少を補う火力発電所が必須である。祖谷発電所の完成後、1929年春に火力発電所の増設が決定され、用水や石炭輸送の都合から小松島港に面する小松島町大字小松島字今開にに徳島火力発電所が建設された。
徳島火力発電所の運転開始（仮使用認可）は1931年10月15日付。三菱造船神戸造船所製蒸気タービンおよび三菱電機製5,000kW発電機1組が設置された。次いで第2期工事が1936年（昭和11年）12月に竣工し、出力が5,000kWから10,000kWに引き上げられた。

#### 送電連絡の整備
祖谷発電所の完成後、三重合同電気徳島支店管内の電力系統とほかの四国島内事業者の系統とを連絡するという、四国における「電力統制」の議論が浮上する。
四国では、三重合同電気と伊予鉄道電気（愛媛県）・四国水力電気（香川県）・土佐電気（高知県）・高知県電気局（同）の5事業者が勢力の大きな電気事業者であった。昭和の初頭、この四国の5大事業者の電力系統を連絡しようという議論が起こり、数度にわたる会議の結果、1929年（昭和4年）7月送電連絡契約が5大事業者の間に締結された。この契約締結で実施されることとなった「電力統制」は以下の内容である。
- 祖谷川の発電所群を中心に各社を円形に連絡する送電線（送電電圧は66kVに統一）を整備する。
- 各事業者は、渇水や故障により自己の発電力が不足した場合、発電余力を有するほかの事業者に電力の融通（最大5,000kW）を求めることができる。
- 電力の融通を求められた事業者は、理由なく拒むことができない。

この契約により、三重合同電気関連では、祖谷発電所と四国水力電気出合発電所および高知県営東豊永発電所との間に連絡送電線が整備された。

### 香川県進出の失敗
1927年（昭和2年）6月、三重合同電気は香川県の高松電灯株式会社と提携した。
提携した高松電灯は、高松市を供給区域として1895年に開業した電気事業者である。開業以来火力発電によって市内へと供給していたが、大正時代に入って水力発電を電源とする四国水力電気が高松市内における供給事業に参入したため、需要家の争奪戦が生じていた。高松電灯は四国水力電気への対抗上、水力開発を展開する三重合同電気との提携を選び、資金・技術援助を受けるとともに火力発電所の新設と三重合同電気からの受電を決定する。提携の翌年に新発電所が完成すると高松電灯は四国水力電気に対して攻勢を仕掛け、工事費無料・電灯料金1か月間無料という破格のサービスで需要家の切り崩しに着手した。
ところが頼みとしていた三重合同電気の高松送電線は当局の許可を得られず、発電所の故障もあったため、1929年春になると高松電灯は行き詰ってしまう。これを潮時と見て有力者が斡旋に入り、四国水力電気と高松電灯の対等合併が決定、1930年（昭和5年）6月に高松電灯は四国水力電気に吸収された。

## 東邦電力による資本参加と合併
以下、沿革のうち1930年の東邦電力による資本参加から同社への合併までの期間について記述する。

### 三重合同電気と東邦電力の関係

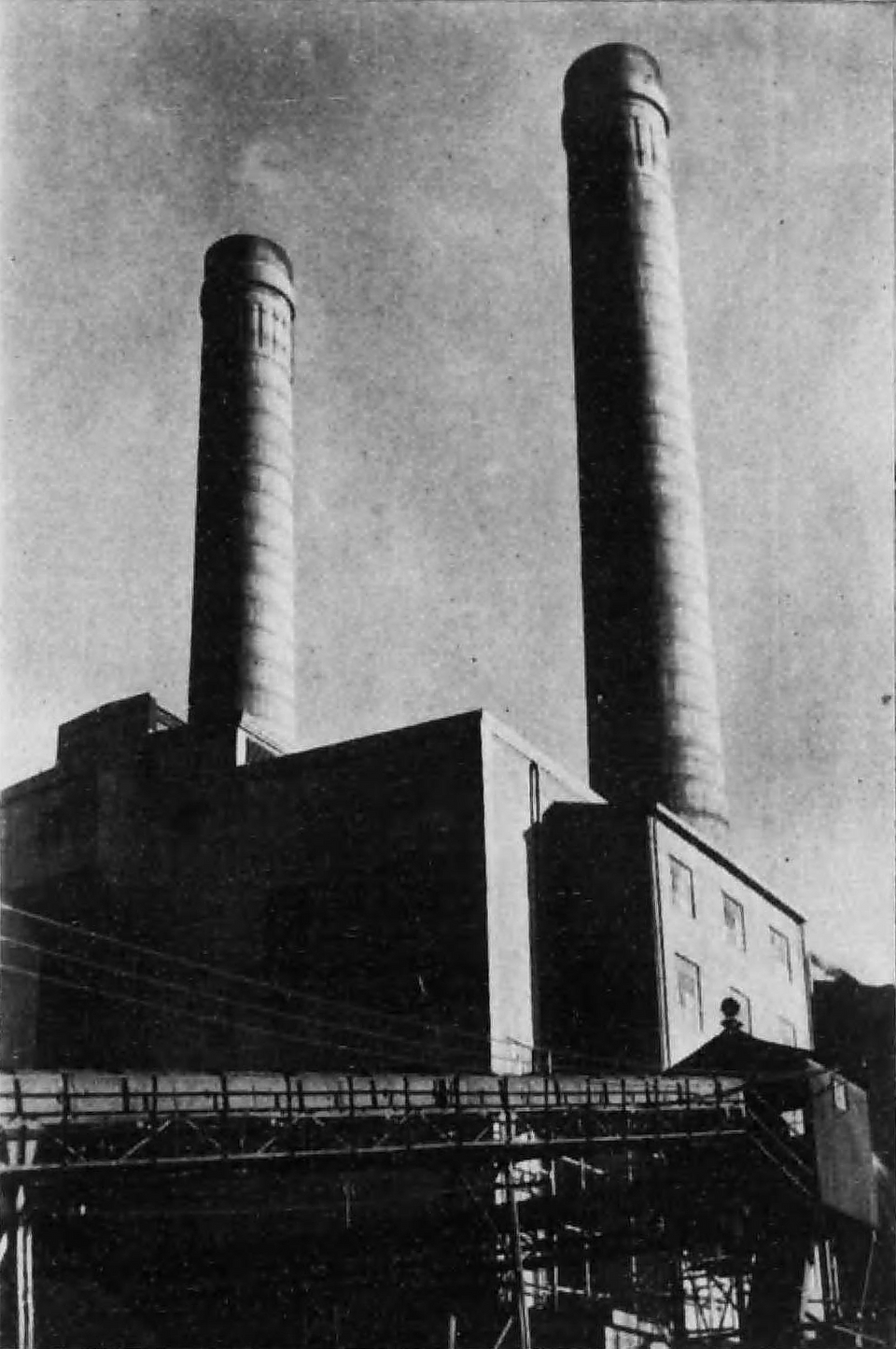
東邦電力名古屋火力発電所

「五大電力」と呼ばれる戦前期の大手電力会社の一角である東邦電力株式会社は、名古屋市をはじめ東海地方を中心に供給区域を広げた名古屋電灯と、福岡市をはじめ北部九州に供給した九州電灯鉄道を主たる前身とし成立した会社である。1921年から翌年にかけて、名古屋電灯が関西電気となり、さらに九州電灯鉄道と合併して東邦電力となるまでの過程において多数の電力会社が統合されており、12府県にまたがる供給区域を持つ資本金約1億3000万円へと短期間で発展したという特徴がある。
東邦電力が統合した事業者中には、先に触れたように四日市市を中心に北勢地方に供給していた北勢電気がある。三重県下ではこれ以外にも、北勢電気と同じく1922年5月に統合された岐阜県の時水力電気が県最北部の員弁郡立田村（現・いなべ市）も供給区域に含んでいた。また三重県の伊賀地方に供給していた津電灯・巌倉水電は三重合同電気に統合されたが、その西側、奈良県・京都府南部を供給区域とする関西水力電気・山城水力電気は東邦電力に合流した。この地域は東邦電力においては東海地方の供給区域とは隣接しない飛び地で、送電連絡も当時はなかった。一連の事業統合が終了した後の1922年10月、東邦電力では三重県下での市場拡大を狙って三重合同電気の供給区域である津市・宇治山田市および河芸・安濃・一志・飯南・多気・度会・志摩各郡の主要町村を50馬力以上の大口電力需要に限って供給する制限付き電力供給区域に新規に加える旨を当局に申請。翌1923年8月30日、津・松阪・山田の3変電所設置とあわせてその許可を得た。
1920年代半ば、東邦電力では需要増加に応じて飛騨川開発・名古屋火力発電所建設を進めていたが、「五大電力」の一角日本電力の名古屋方面進出を抑えるため同社と大規模受電契約を締結、1924年10月より受電を開始した。こうして抱えた大量の余剰電力を消化すべく東邦電力では送電系統の拡大を推進し、まず1925年7月に名古屋と静岡県浜松を繋ぐ長距離送電線を完成させた。次いで新規に供給権を獲得した三重県中勢・南勢方面へ進出すべく名古屋市内から四日市変電所まで伸びていた既設送電線を津・松阪経由で宇治山田市まで延伸、1926年8月から9月にかけて同地域への送電を開始した。さらに1927年12月には、奈良・高田方面へと送電するため四日市から高田変電所に至る送電線を新設している。
名古屋逓信局の資料によると、1927年末の時点で東邦電力は三重合同電気との重複供給区域内において、津の東洋紡績津工場 (3,450kW)・岸和田紡績津工場 (1,000kW)、松阪の鐘紡紡績松阪支社 (350kW)、宇治山田の東洋紡績宮川・山田両工場 (2,950kW) などの需要家を抱えた（括弧内は供給電力）。加えて三重合同電気自身も四日市変電所にて東邦電力から7,000kWを受電する大口需要家であった。三重合同電気に対する東邦電力の電力供給は、1924年に当時の三重共同電力経由にて開始されたものである。

### 東邦電力四日市・奈良支店の継承

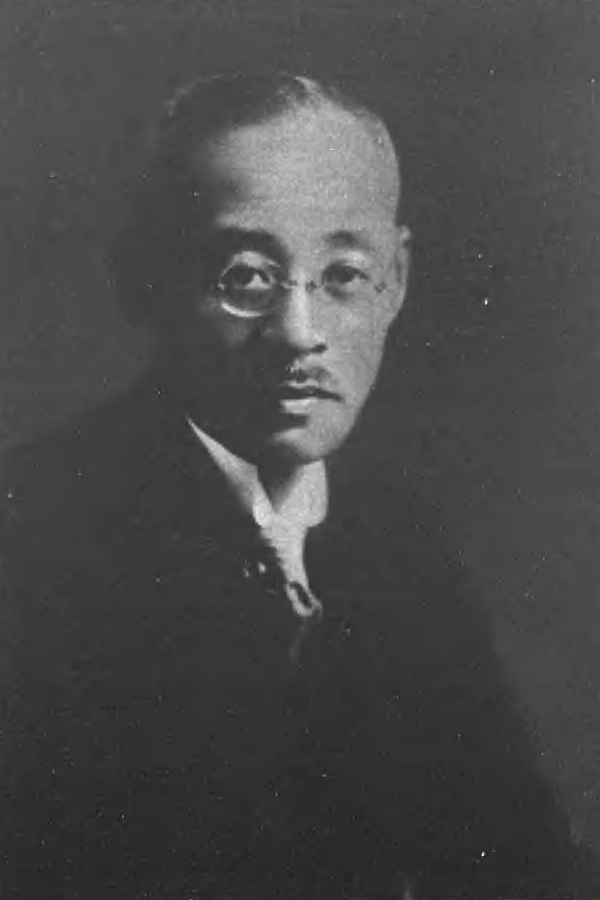
東邦電力専務岡本桜

三重合同電気社長の太田光熈によると、三重合同電気と東邦電力の提携話が浮上したのは1929年（昭和4年）のことであるという。同年夏頃、東邦電力専務取締役の岡本桜が太田を訪ね、東邦電力と三重合同電気の合併はこれまでの複雑な歴史や行掛りのためただちに実行できるものではないが、東邦電力の四日市・奈良両区域を三重合同電気に移して経営を合理化できないか、と持ちかけたのが発端となった。これに対し太田は、岡本が統合後の責任者となること、自身が社長を兼ねる京阪電気鉄道の事情から同社和歌山支店もあわせて統合すること、の2点が条件に加わるならば統合の方針に賛成すると応えた。以後京阪を加えた3社の関係者で内々に交渉が進められ、9月に太田が疑獄事件に巻き込まれ一時交渉が中断することもあったが、翌1930年（昭和5年）1月に3社間で事業譲渡契約締結に至った。
1930年1月6日付で三重合同電気と東邦電力との間に締結された事業譲渡契約の主な内容は以下の通りである。
- 東邦電力は三重合同電気に対し、四日市・奈良両支店管内の電気事業およびこれに関連する資産（1800万円）を現物出資の形で提供する。
- 三重合同電気は資本金を3603万4950円から7203万4950円に増資し、25円払込株式72万株（払込総額1800万円）を発行、現物出資の対価として東邦電力へと交付する。
- 三重合同電気は東邦電力のその他の資産（57万6545円）を現金で支払い譲り受ける。
- 三重合同電気は決算期を3月末・9月末に変更する。

東邦電力から三重合同電気へ移管された主な設備は、発電所13か所、変電所21か所、四日市・宇治山田間送電線である。名古屋・四日市間送電線および四日市・高田間送電線は移管の対象からは外れて東邦電力の手に残された。この契約は1930年1月30日にまず東邦電力側の株主総会にて承認された。総会にて同社社長の松永安左エ門は、東邦電力側から見ると余剰電力の販路拡大という利点があり、三重合同電気としても従来の電源不足を東邦電力の傘下に入って送電連絡を強化することで解消でき、その上両社で設備を共用できるので、提携は両社の利益となると説明している。東邦電力に続いて翌31日に三重合同電気も株主総会を開いて上記契約を承認するとともに、社名から地名を外して「合同電気株式会社」へと改称した。
1930年5月1日、東邦電力から合同電気への事業譲渡が実施された。その後同年7月に役員の異動があり、安保庸三・兼松熈の2名が副社長を辞任、高桑確一と海東要造が新たに副社長に就任した。

### 京阪電鉄和歌山支店の継承
関西の私鉄である京阪電気鉄道株式会社は、1920年代になって沿線の大阪府や京都府から外れて滋賀県や和歌山県にも進出していた。そのうち和歌山県では1922年7月に和歌山水力電気（1905年設立）を合併して和歌山支店を設置し、和歌山市およびその周辺で電気供給事業や電気軌道事業を開始。さらに1926年3月には日高川水力電気も合併し、御坊・田辺地区を供給区域に追加した。
沿線以外への進出以外にも鉄道輸送力の増強、傍系会社新京阪鉄道の設立と積極経営を続けていた京阪電気鉄道であったが、積極経営により負債が新京阪鉄道とあわせて1億円を超えたため、昭和恐慌が発生すると財政面で行き詰ってしまう。このため同社は自主的な財政整理と新京阪鉄道の債務整理のための処置をとらざるを得なくなり、和歌山支店の売却に踏み切ることとなった。譲渡先は社長が同じ三重合同電気（合同電気）で、東邦電力四日市・奈良支店の譲渡と同様1930年1月に契約が締結された。
1930年1月5日付で京阪電気鉄道と三重合同電気との間に締結された事業譲渡契約の主な内容は以下の通りである。
- 京阪電気鉄道は三重合同電気に対し、和歌山支店管内の事業（電気供給事業・軌道事業ほか）およびこれに関する資産（3650万円）を譲渡する。
- 三重合同電気は8分利付き社債総額2200万円を発行し、京阪電気鉄道に交付する。
- 三重合同電気は支払手形1450万円を発行し、京阪電気鉄道に交付する。

上記契約を承認する株主総会は、30日にまず京阪電気鉄道側で開催されたが、和歌山方面の株主から猛烈な反対運動が起きたため紛糾、決選投票までもつれてようやく原案通り譲渡と決定された。三重合同電気側の株主総会での承認は社名変更・東邦電力からの事業移管決議と同様に翌31日付である。譲渡手続きは準備の都合上東邦電力分より遅れ、1930年5月10日に完了した。
東邦電力が譲渡の対価として株式を受け取ったのに対し、京阪電気鉄道が受け取ったのは社債および支払手形であったが、これは負債整理に充当するという京阪社内の事情からである。ただし、東邦電力が合同電気より交付された株式72万株のうち10万株が同年9月に京阪電気鉄道へ譲渡された。なお和歌山支店の毎半期300万円近い収入を失った結果、京阪電気鉄道はその後も続いた不況でさらなる経営不振に見舞われ、1932年（昭和7年）上期に無配へと転落した。京阪社長の太田は後年、和歌山支店の合同電気への売却について、多額の借金を抱えて当時としてはやむをえなかったが、売却せずに切り抜けていたら無配にはならなかったはずなので失敗であった、と回想している。

### 東邦電力との連系強化
1930年5月、合同電気が東邦電力四日市・奈良支店を引き継ぐのと同時に、三重県下の桑名・富田・四日市の3変電所と奈良県下の奈良・高田両変電所において東邦電力からの新規受電を開始した。これらの変電所はいずれも同時に東邦電力から合同電気へと移管された施設に含まれる。さらに同年8月1日、京阪電気鉄道から引き継いだ和歌山区域においても黒田開閉所（高田変電所手前、東邦電力送電線と大阪 - 和歌山間の合同電気送電線の交点）を受電地点として東邦電力からの受電を始めた。翌1931年9月末時点における上記地点での受電電力は三重県下分が計3万4000kW、奈良区域分が7000kW、和歌山区域分が1万5000kWである。
先にも触れたが、名古屋以西に伸びる東邦電力の送電線は、名古屋市内の岩塚変電所から三重県内の四日市変電所を経て奈良県内の高田変電所へと至る77kV送電線が存在していた。関西方面への送電が増加するとこのうち岩塚・四日市間が容量不足となったため、東邦電力では名古屋近郊の岩倉にある日本電力名古屋変電所と四日市・高田間送電線を直結して四日市を迂回する送電線を1930年4月に整備する。そして関西方面へのさらなる送電増加に伴い、日本電力名古屋変電所に隣接して自社の岩倉変電所を新設、関西側の木津（京都府南部）にも木津変電所を整備し、1933年（昭和8年）6月よりその間の送電電圧を154kVに昇圧した（木津幹線）。合同電気側でも変化があり、翌1934年（昭和9年）12月、奈良・和歌山両区域における東邦電力からの受電地点を奈良変電所1か所に集約する工事が完成している。
こうした変化を経て、1936年（昭和11年）末時点の段階における東邦電力からの受電電力は、津区域では桑名・富田・四日市の3変電所にて常時3万8000kW・最大4万6700kW（ほかに愛知県の鍋田村にて常時120kW受電）、奈良・和歌山区域側では奈良変電所にて常時2万2000kW・最大3万7000kWとなっていた。同時点での自社水力発電は津区域が14か所・総出力2万5275kW、奈良・和歌山区域が11か所・総出力1万4357.7kWであり、東邦電力からの受電はそれに勝る規模であった。
また、東邦電力からの受電以外にも奈良区域の電源には大同電力からの受電があった。東邦電力奈良支店が1923年より行っていた受電関係を合同電気が引き継いだものであり、1930年に5,000kWの受電で始まり、毎年1,000kWずつ漸増したのち1935年（昭和10年）以降1万kWの受電となった。受電地点は大阪府内の2か所である。

### 供給区域の交換
合同電気の親会社となった東邦電力は、合同電気に四日市・奈良支店を譲渡した直後に再び三重県に進出した。1930年12月、名古屋地区に進出してきていた東京電灯から同地区における事業を買収した際、その中に四日市市および桑名郡・三重郡における供給事業が含まれていたためである。だが三重県下の事業は合同電気に属するのが経営上都合が良いので、先に合同電気に譲渡されていなかった地域をあわせて1932年（昭和7年）3月にこれら事業を合同電気が譲り受ける契約が纏まった。一方、合同電気は1928年の濃飛電気の合併に伴い岐阜県に進出していたが、同県では東邦電力に事業を集約するのが都合が良いので、この事業を合同電気から東邦電力へ移管することもあわせて決定し、三重・岐阜両県の事業を両社で交換することとなった。事業交換契約の内容は以下の通り。
- 東邦電力は、三重県員弁郡立田村および桑名郡木曽岬村の電灯電力供給区域ならびに三重県下に有する電力供給区域を合同電気へ移管し、この地域の電気事業およびこれに属する財産を同社へ譲渡する。
- 合同電気は、岐阜県揖斐・本巣・山県・稲葉・大野各郡計26町村の電灯電力供給区域を東邦電力へ移管し、この地域の電気事業およびこれに属する財産を同社へ譲渡する。

上記事業の交換は1932年9月12日付で認可を得て実施された。なお交換された設備は主として配電設備以下に留まり、それ以外では発電・送電設備に変動はなく変電所1か所が合同電気から東邦電力へ譲渡されたのみである。岐阜県ではその2年後の1934年3月に根尾興業という事業者の事業を譲り受けた。同社は1924年に旧濃飛電気から能郷発電所（出力140kW）を譲り受けて売電していた。
合同電気は対東邦電力以外にも、南海鉄道との間で和歌山県における供給区域の交換を実施した。合同電気が譲渡したのは伊都郡高野町・九度山町における事業および関連財産、南海鉄道から譲り受けたのは海草郡5か村（和歌山市郊外の楠見村・貴志村・松江村・木ノ本村・西脇野村）における事業および関連財産で、いずれも配電線以下の設備である。1932年4月に交換を完了した。また同年10月、無限責任西川原柑橘販売購買生産組合の電気事業を譲り受けた。同組合は和歌山県那賀郡川原村（現・紀の川市）のみを供給区域とする小規模事業者で、1920年に開業、電灯300灯余りを供給していた。

### 合併の経緯

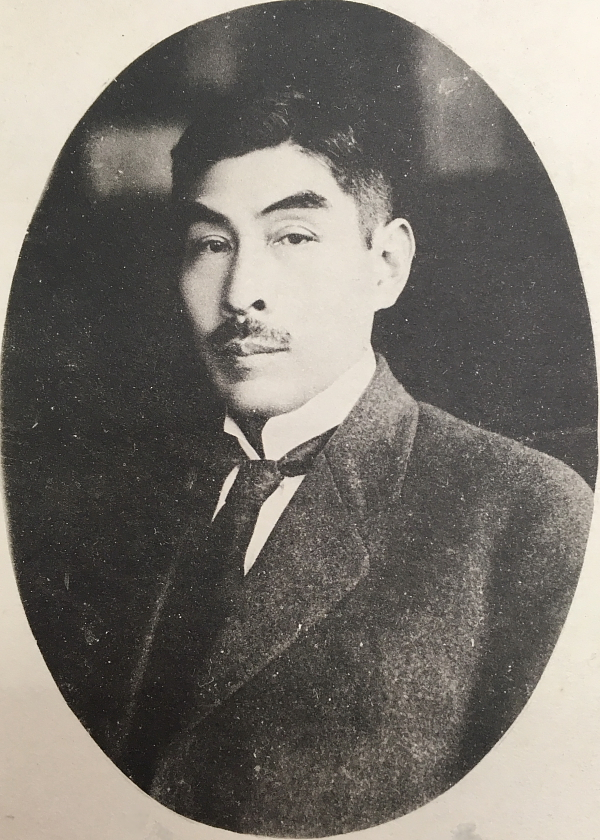
東邦電力社長松永安左エ門

1930年に東邦電力の資本参加を受けて増資した直後の1930年9月末時点では、大株主は東邦電力と京阪電気鉄道の2社で、それぞれ合同電気の総株数144万699株のうち62万株 (42.8%)・11万3800株 (7.9%) を保有していた。これに動きがあったのが1934年のことである。合同電気はオープンエンド・モーゲージ制社債総額6000万円の発行計画をたててその募集に関してシンジケート団と交渉を進めたところ、銀行側は社債ではなく借入金の形で融通すると申し出てなおかつ東邦電力の裏書を要求してきた。この形勢を察知した東邦電力社長松永安左エ門は合同電気の実権を握るべく動き出し、京阪電気鉄道が所有する合同電気株のうち10万株を東邦電力にて買い戻して持株を計72万株（総株数の49.8%）として、合同電気を完全な支配下に置いた。あわせて松永は合同電気の会長に就くこととなり、1934年1月に就任した。
このように合同電気を支配下に置いた東邦電力が、さらに会社そのものの合併に踏み切った背景には、当時具体化されつつあった電力国家管理政策に対抗する思惑があった。
東邦電力を経営する松永安左エ門は、1920年代から電力業界の統制を訴えていた人物であった。その技術面での主たる主張は、広大な地域の発電所を送電線で連系し発電力の過不足を調整するという「超電力連系」と、建設費が水力発電に比して安い火力発電を活用して供給を補うという「水火併用」にあり、経営面では一区域一会社主義（全国を数ブロックに分割し一つの地域には一つの事業者が独占的に供給する）を訴えていた。とはいえこれらの主張はただちに現実化するものではないため、周辺地域の事業者と送電連系し供給力を相互補給する「電力プール」の形成を優先し、主張を具体化することとなった。四日市・奈良支店の合同電気への移管や、その後行われた中部電力との提携、九州での送電連系はその一環である。
松永の経営面におけるもう一つの主張が、政府の規制強化とあわせた民有民営のままでの業界統制である。業界の自主統制が進展するならば、豊富で低廉な電気を供給する上では民営の方が有利であると訴えていた。松永の主張に対し、時代が昭和に入ると電力国営論が台頭し始め、1936年3月に広田弘毅内閣が発足すると、逓信大臣に電力国営論を訴える頼母木桂吉が入り逓信省が電力国家管理政策を主導するようになる。民間電力会社に発送電設備を出資させて特殊会社を新設し、同社を通じて政府自ら発送電事業を経営する、という「民有国営」の方向で国家管理政策は具体化され、10月には「電力国策要綱」が閣議決定されるところまで進んだ。内閣総辞職により成立しなかったが、翌1937年（昭和12年）1月には関連法案が帝国議会へと上程された。
この電力国家管理政策の動きに対抗するため、松永は業界の自主統制を具体化する必要に迫られた。そこで従来からの主張である「一区域一会社主義」を実現させるため、東邦電力による周辺事業者の自主統合を始める。その中で1937年に、東邦電力は合同電気と中部電力の2社を相次いで吸収したのであった。

### 合併の実施とその後
東邦電力と合同電気の合併契約は1936年11月28日に締結された。合併条件は以下の通り。
- 存続会社を東邦電力とし、合同電気は合併により解散する。
- 東邦電力は資本金を3300万円増資し、額面50円全額払込済株式64万8629株および額面50円・35円払込株式1万1371株（払込金額計3282万9435円）を発行する。
- 東邦電力は新規発行の上記株式を合同電気の株主に対して交付する。その割合は合同電気の株式10株につき9株（端数は適宜処分）。
- 東邦電力は合同電気の35円払込株式を70万7365株保有するが、これに対しては東邦電力新株を割り当てず消却する。
- 合併期日を1937年3月31日とする。

1936年12月16日、東邦電力・合同電気両社はそれぞれ臨時株主総会を開き、上記合併契約を承認した。そして両社の合併は契約どおり翌1937年3月31日付で実行に移される。次いで同年5月29日、東邦電力にて合併報告総会が開かれて合併手続きが完了、同日をもって合同電気は解散した。合併時、合同電気の資本金は7203万4950円（うち払込6123万4950円）、主な経営陣は会長松永安左エ門、社長太田光熈、副社長高桑確一、専務桜木亮三であった。
合同電気が東邦電力に合併された後の1937年6月、逓信省は東邦電力を含む主要電気事業者に対し、隣接する小規模事業者の統合を奨励した。この奨励に従って全国規模で事業統合が活発化するが、東邦電力も例外ではなく隣接事業者の統合を進めた。旧合同電気関連の地域では、和歌山県の周参見水力電気株式会社および徳島県の海部水力電気株式会社の事業を1937年10月1日に、三重県の十社電気株式会社の事業を1938年（昭和13年）8月1日に、同じく三重県の馬野川水電株式会社の事業を同年12月1日に、それぞれ譲り受けている。
電力国家管理政策実現への動きはこの間も進展しており、1938年（昭和13年）に「電力管理法」と関連法が公布・施行されて電力国家管理問題が決着していた。これにより、既存の電気事業者から火力発電所と主要送電線を出資させて国策会社「日本発送電株式会社」を設立、同社を通じて電気事業を政府が管理する、という体制が1939年（昭和14年）4月1日をもってスタートした。その後さらなる国家管理の強化が提唱され、1940年（昭和15年）7月、水力発電設備を含む主力発送電設備を日本発送電に帰属させて国家管理を強化するとともに、全国を数地区に分割して一つ地区につき一つの国策配電会社を設立する、という方針が決定する。これに基づいて日本発送電への発送電設備出資が1941年（昭和16年）10月1日と翌1942年（昭和17年）4月1日に実行に移され、配電統制令に基づく国策配電会社9社の設立も1942年4月1日に実施された。
電力国家管理政策に関連して、東邦電力は1939年4月・1941年10月・1942年4月の3度にわたって日本発送電へと設備を出資。さらに1942年4月には、配電会社9社のうち中部配電・関西配電・四国配電・九州配電の4社に対しても設備を出資した。この際、旧合同電気に関連する発電所や供給区域も九州配電以外の各社に引き継がれている。各社に設備を出資して電気事業を喪失した東邦電力は、1942年4月1日をもって解散、消滅した。

## 経営の推移
以下、合同電気の業績推移について詳述する。
- 決算期は当初毎年5月末（上期）と11月末（下期）[122]、1930年1月の改訂以後は3月末（上期）と9月末（下期）である[111]。

### 資本金
1922年5月1日の三重合同電気発足時点での公称資本金は1250万円、うち払込資本金1139万3750円であった。
設立以来の相次ぐ合併で資本金額は増加を続けた。まず1922年9月の巌倉水電・比奈知川水電合併では165万円（全額払込）を増資。翌1923年10月の徳島水力電気合併では1347万9950円（うち891万9950円払込）を増資し、1927年5月の尾鷲電気ほか4社合併では173万円（全額払込）を増資している。合併後の資本金は2935万9950円で、1927年11月の第4回払込完了をもって一旦全額払込となった。続いて1928年には、7月の濃飛電気合併で600万円（うち480万円払込）を、11月の朝熊登山鉄道合併で67万5000円（全額払込）をそれぞれ増資した。
1930年1月、東邦電力より四日市・奈良両支店に関する資産の現物出資を受けるにあたり、3600万円（うち1800万円払込）を増資し資本金を3603万4950円から7203万4950円へ改めると決議した。増資実施に先立つ3月、未払込で残る120万円を徴収し資本金3603万4950円を一旦全額払込としている。そして7月に3600万円の増資が完了した。
1930年の増資以後、東邦電力に合併される1937年まで増資・会社合併ともに実施されなかった。株式払込金の徴収については、1934年3月に720万円の払込を実施しており、東邦電力合併時の払込資本金は公称資本金7203万4950円に対し6123万4950円であった。

### 業績の推移
三重合同電気の経営は設立当初から順調で、電灯・電力供給は年々拡大、収入も増加を続けた。ただし自社発電力が小さいため渇水時に割高な購入電力費を支払う必要があり、供給拡大とともに支出も拡大して利益率はほとんど一定であった。1922年下期から1924年下期までの5期は対払込資本金利益率（利益金には償却費を含む）は10パーセント余りで配当率は年率9パーセント、1925年上期以降は利益率12パーセント余り・配当率10パーセントで、途中の増配は社内の整理が済み収支状態の改善をみたことによる。
1920年代後半になると負債が多いという問題を抱えた。濃飛電気を合併した1928年下期末では総資産6651万円（未払込資本金除く）に対し社債・借入金などの負債額は2767万円に達し、地方企業としては借金の多い会社となっていたのである。これは短期間に合併を急いだため、また水力発電所建設費が割高なためであった。決算上は12パーセント余りの利益率を保ち年率10パーセントの配当を維持したが、『経済雑誌ダイヤモンド』では資産額に比して固定資産の償却費が過少であり配当偏重と指摘されている（ただし償却軽視・配当偏重は当時の電力業界の一般的傾向でもある）。
1930年5月に東邦電力四日市・奈良両支店と京阪電気鉄道和歌山支店の事業を継承したことで事業規模が一挙に拡大したが、同時に資産を割高に買収したため固定資産額も膨張した。加えて不況の影響で供給成績自体が不振となったことから、事業を継承した1930年下期より利益率は11パーセント台に低下、配当率も長く続いた10パーセントから8パーセントに減配となった。不況の影響はその後も続き、1931年下期決算で7パーセント配当に減配、1932年上期には利益率が過去最低の11.2パーセントにまで低落した。
しかし業績低下は同期がピークであり、その後は景気回復に伴い供給成績が向上、増収に加えて金利低下による利払費の減少もあって利益率が回復に向かった。その最中の1933年下期決算において、合同電気は2パーセント減配し配当率を5パーセントに引き下げた。これは業界大手の宇治川電気や日本電力が発表した財政再建計画にならったもので、減配によって償却費を確保して資産額を圧縮し、社債・借入金を軽減するというものである。下期末時点で総資産は1億3268万円（未払込資本金除く）に達し、社債と長期借入金を合わせた長期負債は7105万円に及んでいた。この長期負債を、減配と業績回復によって生じる資金を充てた償却の増加と、1800万円残る未払込資本の徴収とにより、向こう10年間で2-3000万円程度へと圧縮することが更生計画の目標とされた。
翌1934年には未払込資本金の一部徴収が実施されたほか、3月から8月にかけて計6000万円に上る社債（オープンエンド・モーゲージ制社債）が一挙に発行された。新社債による低利借り換えと払込みによる負債自体の削減に伴う支出削減効果は大きく、増収も重なって1934年下期には利益率が12パーセントに回復している。計4期の5パーセント配当を経て1935年下期より6パーセントへの増配を実現。東邦電力との合併前、1936年下期には増収増益により16パーセントという高利益率となり、配当率も7パーセントまで回復をみた。

#### 業績推移表
1922年上期から1936年下期までの各期における資本金・収入・支出・純利益と配当率の推移は下表の通り。
- 支出には償却費を含む。
- 会社の「事業報告書」「営業報告書」（J-DAC「企業史料統合データベース」収録）を典拠とする。加えて大阪屋商店編集『株式年鑑』も適宜参照した。

| 年度   | 公称 資本金 （千円） | 払込 資本金 （千円） | 収入 （千円） | 支出 （千円） | 純利益 （千円） | 配当率 (%) | 備考                      |
| ------ | -------------------- | -------------------- | ------------- | ------------- | --------------- | ---------- | ------------------------- |
| 1922上 | 12,500               | 11,394               | 409           | 148           | 261             | 8.0        | 合併前を含む3か月間の決算 |
| 1922下 | 14,150               | 13,044               | 1,127         | 479           | 648             | 9.0        | 巌倉水電ほか1社合併       |
| 1923上 | 14,150               | 13,044               | 1,398         | 729           | 669             | 9.0        |                           |
| 1923下 | 27,629               | 21,963               | 2,105         | 958           | 1,147           | 9.0        | 徳島水力電気合併          |
| 1924上 | 27,629               | 21,963               | 2,735         | 1,595         | 1,140           | 9.0        |                           |
| 1924下 | 27,629               | 21,963               | 2,841         | 1,790         | 1,051           | 9.0        |                           |
| 1925上 | 27,629               | 21,963               | 2,988         | 1,778         | 1,209           | 10.0       |                           |
| 1925下 | 27,629               | 22,832               | 3,060         | 1,806         | 1,253           | 10.0       |                           |
| 1926上 | 27,629               | 22,832               | 3,289         | 2,010         | 1,279           | 10.0       |                           |
| 1926下 | 27,629               | 25,218               | 3,385         | 1,985         | 1,399           | 10.0       |                           |
| 1927上 | 29,359               | 26,961               | 3,717         | 2,141         | 1,575           | 10.0       | 尾鷲電気ほか4社合併       |
| 1927下 | 29,359               | 29,359               | 3,957         | 2,288         | 1,669           | 10.0       |                           |
| 1928上 | 29,359               | 29,359               | 4,064         | 2,329         | 1,734           | 10.0       |                           |
| 1928下 | 36,034               | 34,834               | 4,774         | 2,725         | 2,049           | 10.0       | 濃飛電気ほか1社合併       |
| 1929上 | 36,034               | 34,834               | 5,087         | 3,026         | 2,060           | 10.0       |                           |
| 1929下 | 36,034               | 34,834               | 5,213         | 3,151         | 2,061           | 10.0       |                           |
| 1930上 | 36,034               | 36,034               | 3,482         | 2,100         | 1,382           | 10.0       | 決算期変更につき4か月分   |
| 1930下 | 72,034               | 54,034               | 10,709        | 8,186         | 2,522           | 8.0        | 東邦・京阪から事業継承    |
| 1931上 | 72,034               | 54,034               | 10,574        | 8,099         | 2,475           | 8.0        |                           |
| 1931下 | 72,034               | 54,034               | 10,619        | 8,433         | 2,186           | 7.0        |                           |
| 1932上 | 72,034               | 54,034               | 10,743        | 8,605         | 2,137           | 7.0        |                           |
| 1932下 | 72,034               | 54,034               | 10,738        | 8,571         | 2,166           | 7.0        | 東邦電力と区域交換        |
| 1933上 | 72,034               | 54,034               | 11,230        | 9,049         | 2,181           | 7.0        |                           |
| 1933下 | 72,034               | 54,034               | 11,363        | 9,735         | 1,627           | 5.0        |                           |
| 1934上 | 72,034               | 61,234               | 11,916        | 10,261        | 1,655           | 5.0        |                           |
| 1934下 | 72,034               | 61,234               | 11,916        | 10,069        | 1,778           | 5.0        |                           |
| 1935上 | 72,034               | 61,234               | 12,412        | 10,614        | 1,797           | 5.0        |                           |
| 1935下 | 72,034               | 61,234               | 12,463        | 10,300        | 2,163           | 6.0        |                           |
| 1936上 | 72,034               | 61,234               | 13,242        | 10,963        | 2,179           | 6.0        |                           |
| 1936下 | 72,034               | 61,234               | 13,347        | 10,778        | 2,568           | 7.0        |                           |

### 供給成績の推移
下記供給成績推移表にある通り、三重合同電気の供給成績は1922年上期末の電灯取付数18万628灯・販売電力1,736馬力で始まったのち、1920年代を通じて拡大した。特に拡大幅が大きいのは徳島水力電気を合併した1923年下期で、期末の成績は電灯取付数47万3962灯（うち徳島区域19万6771灯）・販売電力5,865馬力・2,340kW（うち徳島区域2,733馬力・320kW）となり、前期末比で電灯1.8倍・電力2.9倍の伸びとなっている。1928年7月の濃飛電気合併では、岐阜県内における電灯1万9521灯と電力供給176馬力・1万4550kWを継承した。この合併で特に販売電力が拡大し、前期末比1.9倍増の3万kW超となった。
1930年5月、東邦電力四日市・奈良両支店と京阪電気鉄道和歌山支店の事業を継承したことで電灯72万1477灯・電力供給6万1023kWが一挙に加わり、同年下期の電灯数は前期からほぼ倍増の155万7429灯、販売電力は2.9倍増の10万815kWに達した。ところが当時の深刻な不況をうけて翌1931年上期の供給成績は電力は前期比微増を維持したが電灯は7489灯の減少となった。電灯数が前期を割り込んだのはこの1931年上期と旧濃飛電気区域を東邦電力へ譲渡した1932年下期の2度のみで、それを除けば供給成績は1930年代も拡大していった。
東邦電力との合併半年前、1936年下期末（9月末）時点の取付電灯数は172万6785灯、販売電力は15万815kWとなり、1922年上期末に比して電灯は9.6倍、電力は117倍の規模であった。区域別成績が判明する1936年上期末（3月末）時点のデータによると、津・奈良・和歌山・徳島・淡路の5区域における取付灯数の比率は順に37:18:20:19:6、同様に販売電力の比率は44:13:27:13:2であった。また逓信省の資料によると、1936年末時点で3,000kW以上を供給する大口需要家には電気・電鉄事業者では東邦電力（平瀬・根尾両発電所の電力など1万5077kW）、参宮急行電鉄（三重県下4地点にて計6,200kW）、大阪電気軌道（奈良県下にて3,000kW）、南海鉄道（和歌山県下4地点にて計4,500kW）、工場では東洋紡績富田工場（三重県、3,500kW）があった。

#### 電灯電力供給推移表
1922年上期から1936年下期までの各期における取付電灯数・販売電力の推移は下表の通り。
- 販売電力の単位については馬力とキロワット (kW) が混在している（特記のない限り馬力を指す）。
- 会社の「事業報告書」「営業報告書」（J-DAC「企業史料統合データベース」収録）を典拠とする。加えて大阪屋商店編集『株式年鑑』も適宜参照した。

| 年度   | 取付電灯数 （灯） | 販売電力 （馬力） | 備考                           |
| ------ | ----------------- | ----------------- | ------------------------------ |
| 1922上 | 180,628           | 1,736             |                                |
| 1922下 | 212,696           | 2,627             | 巌倉水電合併                   |
| 1923上 | 258,321           | 3,058             | 帝国汽船（鳥羽）譲受け         |
| 1923下 | 473,962           | 5,865 / 2,340kW   | 徳島水力電気合併               |
| 1924上 | 500,499           | 6,873 / 2,543kW   |                                |
| 1924下 | 518,744           | 7,842 / 2,970kW   |                                |
| 1925上 | 538,518           | 8,847 / 3,268kW   |                                |
| 1925下 | 556,481           | 10,170 / 3,353kW  | 横瀬水力電灯社譲受け           |
| 1926上 | 576,948           | 11,251 / 4,623kW  | 答志電気譲受け                 |
| 1926下 | 592,152           | 12,201 / 5,515kW  |                                |
| 1927上 | 688,091           | 14,792 / 3,650kW  | 尾鷲電気ほか4社合併            |
| 1927下 | 702,032           | 15,656 / 5,362kW  |                                |
| 1928上 | 725,147           | 16,569 / 5,326kW  |                                |
| 1928下 | 760,425           | 17,260 / 19,871kW | 濃飛電気合併                   |
| 1929上 | 778,655           | 18,218 / 20,254kW |                                |
| 1929下 | 789,352           | 18,812 / 20,403kW |                                |
| 1930上 | 794,869           | 19,102 / 20,643kW | 決算期変更                     |
| 1930下 | 1,557,429         | 100,815kW         | 東邦電力・京阪電鉄から事業継承 |
| 1931上 | 1,549,940         | 106,293kW         |                                |
| 1931下 | 1,570,620         | 106,963kW         |                                |
| 1932上 | 1,591,879         | 109,233kW         | 淡路電灯譲受け                 |
| 1932下 | 1,577,601         | 110,192kW         | 東邦電力・南海鉄道と区域交換   |
| 1933上 | 1,603,242         | 116,166kW         |                                |
| 1933下 | 1,623,975         | 116,339kW         |                                |
| 1934上 | 1,639,549         | 121,313kW         |                                |
| 1934下 | 1,651,290         | 127,072kW         |                                |
| 1935上 | 1,659,656         | 137,391kW         |                                |
| 1935下 | 1,680,258         | 143,069kW         |                                |
| 1936上 | 1,703,858         | 147,875kW         |                                |
| 1936下 | 1,726,785         | 150,815kW         |                                |

## 年表
- 1922年（大正11年）
  - 5月1日 - 三重合同電気株式会社設立。津電灯・伊勢電気鉄道・松阪電気3社の新設合併による[17]。資本金1250万円[111]。
  - 9月11日 - 巌倉水電・比奈知川水電を合併[25]。資本金1415万円[111]。
- 1923年（大正12年）
  - 5月31日 - 帝国汽船から電気事業を譲り受ける[25]。
  - 10月20日 - 徳島水力電気を合併[25]。資本金2762万9950円[111]。
- 1925年（大正14年）
  - 1月31日 - 三重共同電力から事業を譲り受ける[25]。
  - 11月 - 横瀬水力電灯社から事業を譲り受ける[25]。
- 1926年（大正15年）
  - 5月 - 答志電気から事業を譲り受ける[25]。
- 1927年（昭和2年）
  - 5月15日 - 尾鷲電気・北牟婁電気・名西水力電気・那賀電気・宮川内水力電気を合併[25]。資本金2935万9950円[111]。
- 1928年（昭和3年）
  - 7月1日 - 濃飛電気を合併[25]。資本金3535万9950円[111]。
  - 11月1日 - 朝熊登山鉄道を合併[25]。資本金3603万4950円[111]。
  - 11月3日 - 三重県宇治山田市でのガス供給事業を開始[139]。
- 1929年（昭和4年）
  - 12月20日 - 三重県松阪町でのガス供給事業を開始[140]。
- 1930年（昭和5年）
  - 5月1日 - 東邦電力から同社四日市・奈良両支店管内の事業、濃勢電力から事業一切をそれぞれ譲り受ける[25]。東邦電力の出資により資本金を7203万4950円へ増資[92]。
  - 5月10日 - 京阪電気鉄道から同社和歌山支店管内の事業を譲り受ける[94]。
  - 8月1日 - 合同瓦斯株式会社設立、津市・宇治山田市でのガス供給事業を同社へ譲渡[141]。
  - 9月1日 - 和歌山市でのバス事業を明光バス株式会社に譲渡[142]。
- 1932年（昭和7年）
  - 3月 - 宇治山田市でのバス事業を神都乗合自動車株式会社に譲渡[143]。
  - 3月10日 - 淡路電灯から事業を譲り受ける[25]。
  - 4月 - 南海鉄道との間で和歌山県内の一部供給区域を交換[25]。
  - 9月12日 - 東邦電力との間で三重県・岐阜県内の供給区域を交換[74]。
  - 10月 - 無限責任西川原柑橘販売購買生産組合から電気事業を譲り受ける[110]。
- 1933年（昭和8年）
  - 11月 - 阿波水力電気の事業を競落[59]。
- 1934年（昭和9年）
  - 3月 - 根尾興業から事業を譲り受ける[108]。
- 1936年（昭和11年）
  - 11月28日 - 東邦電力との間に合併契約を締結[74]。
  - 12月16日 - 株主総会にて東邦電力への合併を議決[116]。
- 1937年（昭和12年）
  - 3月31日 - 合併契約に基づき東邦電力への合併を実施[74]。
  - 5月29日 - 東邦電力の合併により合同電気解散[2]。

## 本社・支社等所在地
東邦電力との合併直前、1937年3月時点における本社・支社・営業所・出張所の所在地は以下の通り。
- 本社 ： 三重県津市大字南堀端津2130番地
- 津支社 ： 同上
- 奈良支社 ： 奈良県奈良市高天町12番地
- 和歌山支社 ： 和歌山県和歌山市岡山丁9番地
- 徳島支社 ： 徳島県徳島市寺島町53番地
- 淡路営業所 ： 兵庫県津名郡洲本町
- 大阪出張所 ： 大阪市東区瓦町2丁目55番地・三和ビル
- 東京出張所 ： 東京市麹町区丸ノ内・東京海上ビル

本社は三重合同電気設立時より津市南堀端津2130番地に設置。1924年4月20日、一旦津市丸之内堀津2129番地9へ移るが、半年後の10月17日付で元の南堀端津2130番地に戻っている。
ただし1923年の徳島水力電気合併を機に本社移転問題が起こり、その結果本社は津市のままながら実務の中心は大阪市へと移された。従って社長の太田光熈ら会社幹部は大阪常駐であり、三重県内の事業は本社と同一所在地に置かれた津支社が別途管轄した。それでも本社は津市のため、株主総会は津市内で開催された。

## 供給区域一覧

### 1922年時点
三重合同電気発足当初、1922年5月末時点における供給区域は下表で示す三重県下122市町村であった。これはすでに電灯供給を開始している地域のみで、未開業地域は含まない。
| 市部 （2市）       | 津市、宇治山田市（現・伊勢市） |
| 河芸郡 （1町6村）  | 一身田町・栗真村・白塚村・豊津村・上野村・大里村・黒田村（現・津市） |
| 安濃郡 （1町13村） | 新町・藤水村・神戸村・安濃村・安東村・明合村・安西村・村主村・草生村・櫛形村・片田村・高宮村・長野村・辰水村（現・津市） |
| 名賀郡 （2町14村） | 名張町・箕曲村・滝川村・錦生村・蔵持村・美濃波多村・比奈知村・薦原村・種生村・矢持村・国津村（現・名張市）、 阿保町・上津村・神戸村・古山村・花垣村（現・伊賀市）                                                                                               |
| 一志郡 （1町27村） | 久居町・本村・高茶屋村・雲出村・矢野村・戸木村・高岡村・川合村・桃園村・大三村・大井村・稲葉村・七栗村・榊原村・倭村・八ツ山村・太郎生村（現・津市）、 中川村・豊地村・中郷村・豊田村・小野江村・鵲村・天白村・中原村・松ヶ崎村・米ノ庄村・阿坂村（現・松阪市） |
| 飯南郡 （1町18村） | 松阪町・松江村・神戸村・花岡村・射和村・西黒部村・櫛田村・港村・漕代村・大石村・伊勢寺村・松尾村・大河内村・朝見村・機殿村・柿野村・粥見村・宮前村（現・松阪市）、茅広江村（現・松阪市・多気町）                                                                |
| 多気郡 （1町13村） | 東黒部村（現・松阪市）、 斎宮村・明星村・大淀村・下御糸村・上御糸村（現・明和町）、 相可町・津田村・丹生村・佐奈村・西外城田村・五ヶ谷村（現・多気町）、 川添村・三瀬谷村（現・大台町）                                                                         |
| 度会郡 （4町16村） | 北浜村・豊浜村・小俣村・城田村・宮本村・沼木村・御薗村・神社町・大湊町・浜郷村・四郷村・二見町（現・伊勢市）、 田丸町・東外城田村・下外城田村（現・玉城町）、有田村（現・玉城町・伊勢市）、 滝原村・柏崎村・大内山村（現・大紀町）、 宿田曽村（現・南伊勢町）   |
| 志摩郡 （1町1村）  | 浜島町・波切村（現・志摩市） |

### 1936年時点

#### 三重県
三重県における1936年12月時点の電気供給区域は以下の通り。
| 市部 （4市）        | 津市、四日市市、松阪市、宇治山田市（現・伊勢市） |
| 桑名郡 （2町13村）  | 郡内全町村（現・桑名市・木曽岬町） |
| 員弁郡 （1町16村）  | 七和村（現・桑名市）、久米村（現・桑名市・東員町）、 大長村・稲部村・神田村（現・東員町）、 大泉村・大泉原村・笠田村・梅戸井村・三里村・丹生川村・石榑村・治田村・阿下喜町・山郷村・東藤原村・立田村（現・いなべ市） |
| 三重郡 （3町24村）  | 郡内全町村（現・四日市市・菰野町・朝日町・川越町） |
| 鈴鹿郡 （2町17村）  | 郡内全町村（現・鈴鹿市・亀山市・四日市市） |
| 河芸郡 （3町19村）  | 郡内全町村（現・鈴鹿市・津市） |
| 安濃郡 （14村）     | 郡内全町村（現・津市） |
| 阿山郡 （1町17村）  | 上野町・小田村・三田村・城南村・新居村・長田村・花之木村・府中村・中瀬村・友生村・河合村・玉滝村・鞆田村・丸柱村・東柘植村・西柘植村・壬生野村・島ヶ原村（現・伊賀市）                                               |
| 名賀郡 （2町17村）  | 郡内全町村（現・名張市・伊賀市） |
| 一志郡 （2町35村）  | 境村以外の町村（現・津市・松阪市） |
| 飯南郡 （3町17村）  | 郡内全町村（現・松阪市） |
| 多気郡 （2町15村）  | 郡内全町村（現・多気町・明和町・大台町・松阪市） |
| 度会郡 （5町28村）  | 郡内全町村（現・伊勢市・玉城町・度会町・大紀町・南伊勢町・志摩市） |
| 志摩郡 （3町24村）  | 神島村以外の町村（現・鳥羽市・志摩市） |
| 北牟婁郡 （4町8村） | 郡内全町村（現・尾鷲市・紀北町） |
| 南牟婁郡 （5村）    | 北輪内村・南輪内村（現・尾鷲市）、 荒坂村・新鹿村・泊村（現・熊野市） |

三重県内において合同電気の供給区域から外れていた地域のうち、員弁郡の一部（十社村・中里村・白瀬村・西藤原村、現・いなべ市）は十社電気株式会社、阿山郡の一部（布引村・阿波村・山田村、現・伊賀市）は馬野川水電株式会社の供給区域であった。合同電気の合併に続いて東邦電力は1938年（昭和13年）に両社から事業を買収しており、これらの地域も東邦電力の供給区域となっている。
1942年4月の配電統制令による配電会社設立に際して、三重県は中部配電の配電区域と規定され、東邦電力は該当区域内にある配電設備・需要者屋内設備を同社へと出資するように指示された。戦後の1951年（昭和26年）、この中部配電の配電区域を引き継いで中部電力が設立されている。

#### 関西5府県
関西地方5府県、奈良県・京都府・滋賀県・和歌山県・兵庫県における1936年12月時点の電気供給区域は以下の通り。
| 奈良県               | 奈良県 |
| -------------------- | --- |
| 市部 （1市）         | 奈良市 |
| 添上郡 （2町14村）   | 郡内全町村（現・奈良市・大和郡山市・天理市ほか） |
| 山辺郡 （1町8村）    | 郡内全町村（現・奈良市・天理市・宇陀市・山添村） |
| 生駒郡 （2町8村）    | 郡山町・筒井村・片桐村・昭和村（現・大和郡山市）、 安堵村（現・安堵町）、 富郷村・竜田町・法隆寺村（現・斑鳩町）、 平群村（現・平群町）、 三郷村（現・三郷町） |
| 北葛城郡 （3町7村）  | 王寺町、 上牧村（現・上牧町）、 河合村（現・河合町）、 箸尾町・馬見村・瀬南村・百済村（現・広陵町）、 高田町・磐園村・浮孔村（現・大和高田市） |
| 磯城郡 （5町16村）   | 郡内全町村（現・桜井市・橿原市・天理市・川西町・三宅町・田原本町ほか） |
| 高市郡 （4町6村）    | 八木町・今井町・真菅村・金橋村・畝傍町・鴨公村（現・橿原市）、 飛鳥村・高市村・阪合村（現・明日香村）、 高取町 |
| 宇陀郡 （4村）       | 三本松村・室生村（現・宇陀市）、 曽爾村、御杖村 |
| 京都府               | |
| 相楽郡 （4町11村）   | 木津町・相楽村・上狛町・高麗村・棚倉村・加茂町・当尾村・瓶原村（現・木津川市）、 笠置町、 西和束村・中和束村・東和束村・湯船村（現・和束町）、 川西村・山田荘村（現・精華町） |
| 綴喜郡 （2町7村）    | 田辺町・普賢寺村・三山木村・草内村（現・京田辺市）、 井手町・多賀村（現・井手町）、 青谷村（現・城陽市）、 宇治田原村・田原村（現・宇治田原町） |
| 滋賀県               | |
| 栗太郡 （1村）       | 大石村（現・大津市） |
| 和歌山県             | |
| 市部 （1市）         | 和歌山市 |
| 海草郡 （2町17村）   | 加太村・西脇野村・木ノ本村・貴志村・松江村・湊村・野崎村・楠見村・有功村・直川村・紀伊村・山口村・川永村・和佐村・西和佐村・岡崎村・三田村・安原村・紀三井寺町（現・和歌山市） |
| 那賀郡 （3町21村）   | 岩出町・上岩出村・根来村・山崎村（現・岩出市）、小倉村（現・和歌山市・岩出市）、 西貴志村・中貴志村・東貴志村・丸栖村・調月村・安楽川村・奥安楽川村・田中村・池田村・長田村・粉河町・川原村・竜門村・鞆淵村・麻生津村・王子村・狩宿村・名手町・上名手村（現・紀の川市） |
| 伊都郡 （2村）       | 四郷村・見好村【大字御所】（現・かつらぎ町） |
| 有田郡 （2村）       | 南広村・津木村（現・広川町） |
| 日高郡 （3町31村）   | 由良村・白崎村・衣奈村（現・由良町）、 比井崎村・志賀村・西内原村・東内原村（現・日高町） 松原村・和田村・三尾村（現・美浜町）、 御坊町・湯川村・藤田村・野口村・塩屋村・名田村（現・御坊市）、 矢田村・丹生村・早蘇村・船着村・川中村・川上村・寒川村（現・日高川町）、 稲原村・印南町・切目村・切目川村（現・印南町）、 南部町・岩代村・上南部村（現・みなべ町）、 下山路村・中山路村・上山路村・龍神村【大字廣井原・湯ノ又・小又川・湯本】（現・田辺市） |
| 西牟婁郡 （2町13村） | 田辺町・下芳養村・中芳養村・新庄村（現・田辺市）、 朝来村・岩田村・生馬村・市ノ瀬村（現・上富田町）、鮎川村（現・田辺市・上富田町）、 瀬戸鉛山村・西富田村・南富田村・北富田村・東富田村・日置町【字市江】（現・白浜町） |
| 兵庫県               | |
| 津名郡 （11町18村）  | 上灘村以外の町村（現・洲本市・淡路市） |
| 三原郡 （3町15村）   | 沼島村以外の町村（現・洲本市・南あわじ市） |

和歌山県内において合同電気の供給区域から外れていた地域のうち、以下の町村は周参見水力電気株式会社の供給区域であった。
- 西牟婁郡の一部：稲成村・下秋津村・万呂村・三栖村・長野村・上秋津村・秋津川村・上芳養村・栗栖川村・二川村（現・田辺市）、川添村・三舞村・日置町（現・白浜町）、周参見町・江住村（現・すさみ町）、和深村（現・串本町）
- 日高郡の一部：真妻村（現・印南町）、高城村・清川村（現・みなべ町）

合同電気の合併直後の1937年10月に東邦電力は周参見水力電気より事業を買収しており、上記地域も東邦電力の供給区域となっている。
1942年4月の配電統制令による配電会社設立に際して、上記5県は関西配電の配電区域と規定され、東邦電力は該当区域内にある配電設備・需要者屋内設備を同社へと出資するように指示された。1951年、この関西配電の配電区域を引き継いで関西電力が設立されている。

#### 徳島県
徳島県における1936年12月時点の電気供給区域は以下の通り。
| 市部 （1市）       | 徳島市 |
| 名東郡 （3町6村）  | 郡内全町村（現・徳島市・佐那河内村） |
| 名西郡 （1町11村） | 郡内全町村（現・徳島市・石井町・神山町・上板町） |
| 麻植郡 （3町7村）  | 鴨島町・牛島村・森山村・西尾村・川島町・学島村・川田町・山瀬町・三山村・中枝村【大字別枝山】（現・吉野川市） |
| 板野郡 （5町16村） | 郡内全町村（現・徳島市・鳴門市・松茂町・北島町・藍住町・板野町・上板町・阿波市ほか） |
| 阿波郡 （3町5村）  | 郡内全町村（現・阿波市ほか） |
| 勝浦郡 （2町4村）  | 小松島町（現・小松島市）、 勝占村・生比奈村（現・徳島市）、 横瀬町・多家良村（現・勝浦町）、 高鉾村（現・上勝町） |
| 那賀郡 （6町16村） | 立江町・坂野村（現・小松島市）、 今津村・平島村・羽ノ浦町・富岡町・中野島村・宝田村・長生村・大野村・加茂谷村・見能林村・桑野村・橘町・福井村・椿村・新野町（現・阿南市）、 鷲敷町・相生村・日野谷村・延野村・宮浜村（現・那賀町） |
| 海部郡 （2町3村）  | 日和佐町・赤河内村・三岐田町・阿部村（現・美波町）、 中木頭村（現・那賀町） |
| 美馬郡 （5町7村）  | 江原町・脇町・岩倉村・郡里村・重清村・穴吹町・三島村・口山村（現・美馬市）、 貞光町・半田町・端山村（現・つるぎ町）、 東祖谷山村（現・三好市）                                                                                     |
| 三好郡 （1町3村）  | 三野町（現・三好市）、 足代村・加茂村・三庄村（現・東みよし町） |

徳島県内において合同電気の供給区域から外れていた地域のうち、海部郡の一部（牟岐町・浅川村・川東村・川上村・川西村・鞆奥町・宍喰町、現・牟岐町および海陽町）は海部水力電気株式会社の供給区域であった。合同電気の合併直後の1937年10月に東邦電力はこの事業を買収しており、これらの地域も東邦電力の供給区域となっている。また東邦電力時代の1937年9月に美馬郡一宇村（現・つるぎ町）も供給区域に追加された。
1942年4月の配電統制令による配電会社設立に際して、徳島県は四国配電の配電区域と規定され、東邦電力は該当区域内にある配電設備・需要者屋内設備を同社へと出資するように指示された。1951年、この四国配電の配電区域を引き継いで四国電力が設立されている。

## 発電所一覧
合同電気が運転していた発電所は以下の通り。ただし発足初期、1926年までに廃止された発電所は除いた。
- 発電所ごとに発電所出力、所在地（水力発電所の場合は河川名も追加）、運転開始年月を一覧表にまとめた。
- 発電所名に「*」を付したものは合同電気の手で廃止された発電所を指す。
- 東邦電力合併後の動きは東邦電力の発電所一覧も参照。

### 岐阜県所在
| 水力発電所    | 水力発電所 | 水力発電所                                                | 水力発電所                           | 水力発電所 | 水力発電所                                                    |
| 発電所名      | 出力 (kW)  | 所在地・河川名                                            | 所在地・河川名                       | 運転開始   | 備考                                                          |
| ------------- | ---------- | --------------------------------------------------------- | ------------------------------------ | ---------- | ------------------------------------------------------------- |
| 平瀬          | 11,000     | 大野郡白川村 （河川名：庄川水系大白川）                   | 北緯36度10分40.5秒 東経136度53分58秒 | 1926年11月 | 前所有者：濃飛電気 現・関電平瀬発電所                         |
| *能郷         | 140        | 本巣郡根尾村（現・本巣市） （河川名：木曽川水系能郷谷川） |                                      | 1921年10月 | 前所有者：根尾興業 1936年6月廃止                              |
| 長島 （根尾） | 4,050      | 本巣郡根尾村（現・本巣市） （河川名：木曽川水系根尾川）   | 北緯35度40分36秒 東経136度34分26.5秒 | 1923年3月  | 前所有者：濃飛電気 1932年9月「根尾」へ改称 現・中電根尾発電所 |
| 金原          | 4,400      | 本巣郡外山村（現・本巣市） （河川名：木曽川水系根尾川）   | 北緯35度34分30.5秒 東経136度38分22秒 | 1929年6月  | 前所有者：濃勢電力 現・中電金原発電所                         |

### 三重県所在
| 水力発電所 | 水力発電所 | 水力発電所                                                | 水力発電所                             | 水力発電所    | 水力発電所                                                                                 |
| 発電所名   | 出力 (kW)  | 所在地・河川名                                            | 所在地・河川名                         | 運転開始      | 備考                                                                                       |
| ---------- | ---------- | --------------------------------------------------------- | -------------------------------------- | ------------- | ------------------------------------------------------------------------------------------ |
| 千草       | 350        | 三重郡千種村（現・菰野町） （河川名：朝明川）             | 北緯35度2分37秒 東経136度28分16.3秒    | 1907年4月     | 前所有者：東邦電力 現・中電千草発電所                                                      |
| 竹原       | 700        | 一志郡竹原村（現・津市） （河川名：雲出川水系八手俣川）   | 北緯34度35分38秒 東経136度18分26.8秒   | 1923年1月     | 前所有者：東邦電力 現・中電竹原発電所                                                      |
| *八知      | 45         | 一志郡八知村（現・津市） （河川名：雲出川水系神河川）     |                                        | 1918年5月     | 前所有者：東邦電力 1932年8月廃止                                                           |
| 宮前       | 832        | 飯南郡宮前村（現・松阪市） （河川名：櫛田川）             | 北緯34度25分27.7秒 東経136度19分28.8秒 | 1922年2月     | 前所有者：伊勢電気鉄道 現・中電宮前発電所                                                  |
| 波多瀬     | 803        | 多気郡五ヶ谷村（現・多気町） （河川名：櫛田川）           | 北緯34度28分41.5秒 東経136度25分37.5秒 | 1921年12月    | 前所有者：三重共同電力 現・中電波多瀬発電所                                                |
| 下出江     | 700        | 飯南郡茅広江村（現・多気町） （河川名：櫛田川）           | 北緯34度29分2.5秒 東経136度28分45.5秒  | 1922年3月     | 前所有者：松阪電気 現・中電下出江発電所                                                    |
| 鍬形       | 270        | 多気郡津田村（現・多気町） （河川名：櫛田川）             |                                        | 1906年10月    | 前所有者：松阪電気 （1961年12月廃止）                                                      |
| 川上       | 400        | 名賀郡種生村（現・伊賀市） （河川名：淀川水系川上川）     | 北緯34度39分15秒 東経136度11分14.3秒   | 1922年1月     | 前所有者：津電灯 1937年3月「阿保」へ改称 現・中電阿保発電所                                |
| 岩倉       | 150        | 阿山郡新居村（現・伊賀市） （河川名：淀川水系長田川）     |                                        | 1904年2月     | 前所有者：巌倉水電 1937年3月「新居」へ改称 （1955年2月廃止）                               |
| 比奈知     | 800        | 名賀郡比奈知村（現・名張市） （河川名：淀川水系比奈知川） |                                        | 1922年7月     | 前所有者：比奈知見水電 （1991年2月廃止）                                                   |
| 箕曲       | 700        | 名賀郡箕曲村（現・名張市） （河川名：淀川水系青蓮寺川）   |                                        | 1910年8月     | 前所有者：津電灯 （1966年5月廃止）                                                         |
| 銚子川     | 120        | 北牟婁郡相賀町（現・紀北町） （河川名：銚子川）           |                                        | 1923年11月    | 前所有者：尾鷲電気 （1963年8月廃止）                                                       |
| *又口川    | 145        | 北牟婁郡尾鷲町（現・尾鷲市） （河川名：銚子川水系又口川） |                                        | 1920年3月     | 前所有者：尾鷲電気 1935年8月廃止                                                           |
| 火力発電所 |            |                                                           |                                        |               |                                                                                            |
| 発電所名   | 出力 (kW)  | 所在地                                                    | 所在地                                 | 運転開始      | 備考                                                                                       |
| *北条      | 750        | 四日市市北条町                                            |                                        | 1907年9月     | 前所有者：東邦電力 1933年10月廃止                                                          |
| 大井火力   | 1,500      | 三重郡日永村（現・四日市市）                              |                                        | （1913年1月） | 前所有者：東邦電力 （1938年12月廃止）                                                      |
| 三重火力   | 7,700      | 津市大字古河                                              |                                        | 1923年7月     | 発電所出力は1936年末時点 前所有者：三重共同電力 発電所名は「津火力」とも （1944年3月廃止） |
| *第一瓦斯  | 240        | 津市松之下                                                |                                        | 1916年        | 前所有者：津電灯 1928年6月廃止                                                             |
| 相可       | 500        | 多気郡相可町（現・多気町）                                |                                        | 1920年10月    | 前所有者：松阪電気 1936年11月廃止                                                          |
| *岩淵      | 545        | 宇治山田市岩淵町（現・伊勢市）                            |                                        | 1907年        | 前所有者：伊勢電気鉄道 1928年6月廃止                                                       |
| *岩倉第二  | 225        | 阿山郡小田村（現・伊賀市）                                |                                        | 1915年        | 前所有者：巌倉水電 1928年6月廃止                                                           |

### 奈良県所在
| 水力発電所 | 水力発電所 | 水力発電所                                              | 水力発電所                          | 水力発電所 | 水力発電所                            |
| 発電所名   | 出力 (kW)  | 所在地・河川名                                          | 所在地・河川名                      | 運転開始   | 備考                                  |
| ---------- | ---------- | ------------------------------------------------------- | ----------------------------------- | ---------- | ------------------------------------- |
| 室生       | 195.7      | 宇陀郡三本松村（現・宇陀市） （河川名：淀川水系室生川） | 北緯34度33分40.5秒 東経136度1分12秒 | 1920年8月  | 前所有者：東邦電力 （2019年10月廃止） |
| 白砂       | 470        | 添上郡狭川村（現・奈良市） （河川名：淀川水系白砂川）   |                                     | 1907年9月  | 前所有者：東邦電力 （1967年1月廃止）  |
| *初瀬      | 200        | 磯城郡初瀬町（現・桜井市） （河川名：大和川〈初瀬川〉） |                                     | 1910年11月 | 前所有者：東邦電力 1932年11月廃止     |
| 火力発電所 |            |                                                         |                                     |            |                                       |
| 発電所名   | 出力 (kW)  | 所在地                                                  | 所在地                              | 運転開始   | 備考                                  |
| 畝傍       | 300        | 高市郡八木町（現・橿原市）                              |                                     | 1913年5月  | 前所有者：東邦電力 （1938年12月廃止） |

### 京都府所在
| 水力発電所 | 水力発電所 | 水力発電所                                              | 水力発電所                          | 水力発電所 | 水力発電所                              |
| 発電所名   | 出力 (kW)  | 所在地・河川名                                          | 所在地・河川名                      | 運転開始   | 備考                                    |
| ---------- | ---------- | ------------------------------------------------------- | ----------------------------------- | ---------- | --------------------------------------- |
| 木津川     | 1,007      | 相楽郡笠置村（現・笠置町） （河川名：淀川水系木津川）   | 北緯34度45分54秒 東経135度58分9秒   | 1928年10月 | 前所有者：東邦電力 現・関電相楽発電所   |
| 笠置       | 900        | 相楽郡笠置村（現・笠置町） （河川名：淀川水系布目川）   | 北緯34度45分38秒 東経135度57分9.5秒 | 1908年11月 | 前所有者：東邦電力 現・関電布目川発電所 |
| 和束川     | 185        | 相楽郡西和束村（現・和束町） （河川名：淀川水系和束川） |                                     | 1920年6月  | 前所有者：東邦電力 （1957年1月廃止）    |
| 火力発電所 |            |                                                         |                                     |            |                                         |
| 発電所名   | 出力 (kW)  | 所在地                                                  | 所在地                              | 運転開始   | 備考                                    |
| 上狛       | 1,500      | 相楽郡上狛町（現・木津川市）                            |                                     | 不詳       | 前所有者：東邦電力 （1938年12月廃止）   |

### 和歌山県所在
| 水力発電所 | 水力発電所 | 水力発電所                                      | 水力発電所                             | 水力発電所 | 水力発電所                                                        |
| 発電所名   | 出力 (kW)  | 所在地・河川名                                  | 所在地・河川名                         | 運転開始   | 備考                                                              |
| ---------- | ---------- | ----------------------------------------------- | -------------------------------------- | ---------- | ----------------------------------------------------------------- |
| *笠木      | 200        | 伊都郡九度山町 （河川名：吉野川水系不動谷川）   |                                        | 1924年3月  | 前所有者：京阪電気鉄道 1935年12月廃止                             |
| 柳瀬       | 1,800      | 日高郡下山路村（現・田辺市） （河川名：日高川） | 北緯33度52分57.5秒 東経135度27分32.5秒 | 1919年12月 | 前所有者：京阪電気鉄道 現・関電柳瀬発電所                         |
| 甲斐川     | 1,150      | 日高郡下山路村（現・田辺市） （河川名：日高川） | 北緯33度54分34.5秒 東経135度26分19.5秒 | 1925年8月  | 前所有者：京阪電気鉄道 現・関電甲斐川発電所                       |
| 五味       | 1,400      | 日高郡下山路村（現・田辺市） （河川名：日高川） |                                        | 1929年3月  | 前所有者：京阪電気鉄道                                            |
| 越方       | 2,000      | 日高郡川上村（現・日高川町） （河川名：日高川） | 北緯33度58分2秒 東経135度21分35秒      | 1907年9月  | 前所有者：京阪電気鉄道 現・関電越方発電所                         |
| 高津尾     | 4,500      | 日高郡船着村（現・日高川町） （河川名：日高川） | 北緯33度57分29.2秒 東経135度17分51.1秒 | 1918年4月  | 前所有者：京阪電気鉄道                                            |
| 船津       | 750        | 日高郡船着村（現・日高川町） （河川名：日高川） | 北緯33度57分10.5秒 東経135度16分58秒   | 1923年7月  | 前所有者：京阪電気鉄道 現・関電船津発電所                         |
| 火力発電所 |            |                                                 |                                        |            |                                                                   |
| 発電所名   | 出力 (kW)  | 所在地                                          | 所在地                                 | 運転開始   | 備考                                                              |
| 琴ノ浦     | 16,350     | 海草郡紀三井寺町（現・和歌山市）                | 北緯34度9分30.0秒 東経135度11分18.0秒  | 1922年12月 | 発電所出力は1936年末時点 前所有者：京阪電気鉄道 （1959年3月廃止） |
| 手平       | 1,300      | 海草郡宮前村（現・和歌山市）                    |                                        | 1912年10月 | 前所有者：京阪電気鉄道 （1938年12月廃止）                         |
| 御坊第二   | 1,250      | 日高郡御坊町（現・御坊市）                      |                                        | 1922年     | 前所有者：京阪電気鉄道 （1938年12月廃止）                         |

### 兵庫県所在
| 火力発電所 | 火力発電所 | 火力発電所                 | 火力発電所 | 火力発電所 | 火力発電所                                                        |
| 発電所名   | 出力 (kW)  | 所在地                     | 所在地     | 運転開始   | 備考                                                              |
| ---------- | ---------- | -------------------------- | ---------- | ---------- | ----------------------------------------------------------------- |
| 洲本       | 3,500      | 津名郡洲本町（現・洲本市） |            | 1923年5月  | 発電所出力は1936年末時点 前所有者：徳島水力電気 （1950年2月廃止） |
| *郡家第一  | 39         | 津名郡郡家町（現・淡路市） |            | 1913年     | 前所有者：淡路電灯 1933年6月廃止                                  |
| *郡家第二  | 150        | 津名郡郡家町（現・淡路市） |            | 不詳       | 前所有者：淡路電灯 1936年6月廃止                                  |

### 徳島県所在
- 下表のみ発電所出力は1936年末時点のものを記す。

| 水力発電所 | 水力発電所 | 水力発電所                                                      | 水力発電所                         | 水力発電所 | 水力発電所                                |
| 発電所名   | 出力 (kW)  | 所在地・河川名                                                  | 所在地・河川名                     | 運転開始   | 備考                                      |
| ---------- | ---------- | --------------------------------------------------------------- | ---------------------------------- | ---------- | ----------------------------------------- |
| 祖谷       | 5,380      | 美馬郡東祖谷山村（現・三好市） （河川名：吉野川水系祖谷川ほか） | 北緯33度51分34秒 東経133度53分56秒 | 1923年3月  | 前所有者：徳島水力電気 現・四電祖谷発電所 |
| 神通       | 400        | 名西郡上分上山村（現・神山町） （河川名：吉野川水系神通谷川）   |                                    | 1918年8月  | 前所有者：徳島水力電気                    |
| 神領       | 222        | 名西郡神領村（現・神山町） （河川名：吉野川水系野間谷川）       |                                    | 1921年2月  | 前所有者：名西水力電気                    |
| 府能       | 300        | 名東郡佐那河内村 （河川名：吉野川水系園瀬川）                   |                                    | 1922年1月  | 前所有者：阿波水力電気                    |
| 桜谷第一   | 700        | 那賀郡宮浜村（現・那賀町） （河川名：那賀川）                   |                                    | 1910年10月 | 前所有者：徳島水力電気                    |
| 桜谷第二   | 1,200      | 那賀郡宮浜村（現・那賀町） （河川名：那賀川）                   |                                    | 1922年7月  | 前所有者：徳島水力電気                    |
| 火力発電所 |            |                                                                 |                                    |            |                                           |
| 発電所名   | 出力 (kW)  | 所在地                                                          | 所在地                             | 運転開始   | 備考                                      |
| 小松島     | 1,000      | 勝浦郡小松島町（現・小松島市）                                  |                                    | 1920年8月  | 前所有者：徳島水力電気 （1940年廃止）     |
| 徳島火力   | 10,000     | 勝浦郡小松島町（現・小松島市）                                  |                                    | 1931年10月 | 自社建設発電所                            |

## 兼営事業の動向

### ガス供給事業
合同電気の兼営都市ガス供給事業は、三重県および徳島県で展開されていた。

#### 三重県での事業
三重県でのガス事業は、津電灯の事業を引き継いだことにより1922年5月の三重合同電気設立時より始められた。供給区域は津市内で、津電灯時代の1912年（大正元年）10月に開業、三重合同電気発足後は同社津ガス製造所として事業が継続されていた。その後、宇治山田市（現・伊勢市）に宇治山田ガス製造所を設置し、1928年（昭和3年）11月3日より同市内でのガス供給も開始している。
三重県内では、東邦電力傘下の東邦瓦斯（東邦ガス）も四日市市内にてガス事業を経営していた。経営合理化を図るため県内3都市の事業を統合することとなり、1929年（昭和4年）より新会社設立の準備に着手。翌1930年（昭和5年）8月1日に合同瓦斯株式会社（合同ガス、資本金100万円）が発足し、合同電気は兼営ガス事業、東邦瓦斯は四日市市内のガス事業をそれぞれ同社に譲渡した。ただし合同電気は三重県内のすべてのガス事業を譲渡してはおらず、松阪町（1933年市制施行し松阪市）でのガス事業は直営のまま残った。これは、合同電気と合同瓦斯発起人との間に事業譲渡仮契約が締結された1929年6月の段階では、松阪町におけるガス事業の許認可手続きが終結していなかったためである。1929年12月20日より松阪町でのガス供給が合同電気の手で開始され、合同瓦斯の設立後は同社への経営委託という形が採られた。
東邦電力と合同電気の合併後、東邦電力は1937年（昭和12年）9月1日付で経営を委託していた松阪市におけるガス事業を正式に合同瓦斯へと譲渡した。また合同電気が所有していた合同瓦斯の株式1万1330株を東邦瓦斯系列の東邦瓦斯証券に売却し、合同瓦斯を東邦瓦斯の傘下へと移した。以降、合同瓦斯は東邦瓦斯グループの企業として三重県内でガス事業を営んだが、2003年（平成15年）になって東邦瓦斯に吸収されている。

#### 徳島県での事業
徳島県では、1923年（大正2年）10月に徳島水力電気を合併したことによりガス事業が始められた。供給区域は徳島市内で、1915年（大正4年）10月に供給が開始されていた。合同電気時代はガス製造設備やガスタンクの増設など設備の改善が順次進められ、業績の向上が図られた。
東邦電力との合併後、同社のガス事業分離方針により徳島市でのガス事業は1937年9月1日付で合同瓦斯に事業譲渡され、次いで9月18日現物出資によって新設の徳島瓦斯株式会社（徳島ガス、資本金50万円）に移された。さらに太平洋戦争末期に浮上した四国におけるガス事業者の統合計画に基づき終戦直後の1945年（昭和20年）11月、徳島瓦斯は四国瓦斯株式会社（四国ガス）に合併されている。

### 電気鉄道・軌道事業
合同電気の兼営電気鉄道・軌道路線は、三重県（参宮二見線・朝熊線）および和歌山県（和歌山線）に存在した。

#### 参宮二見線

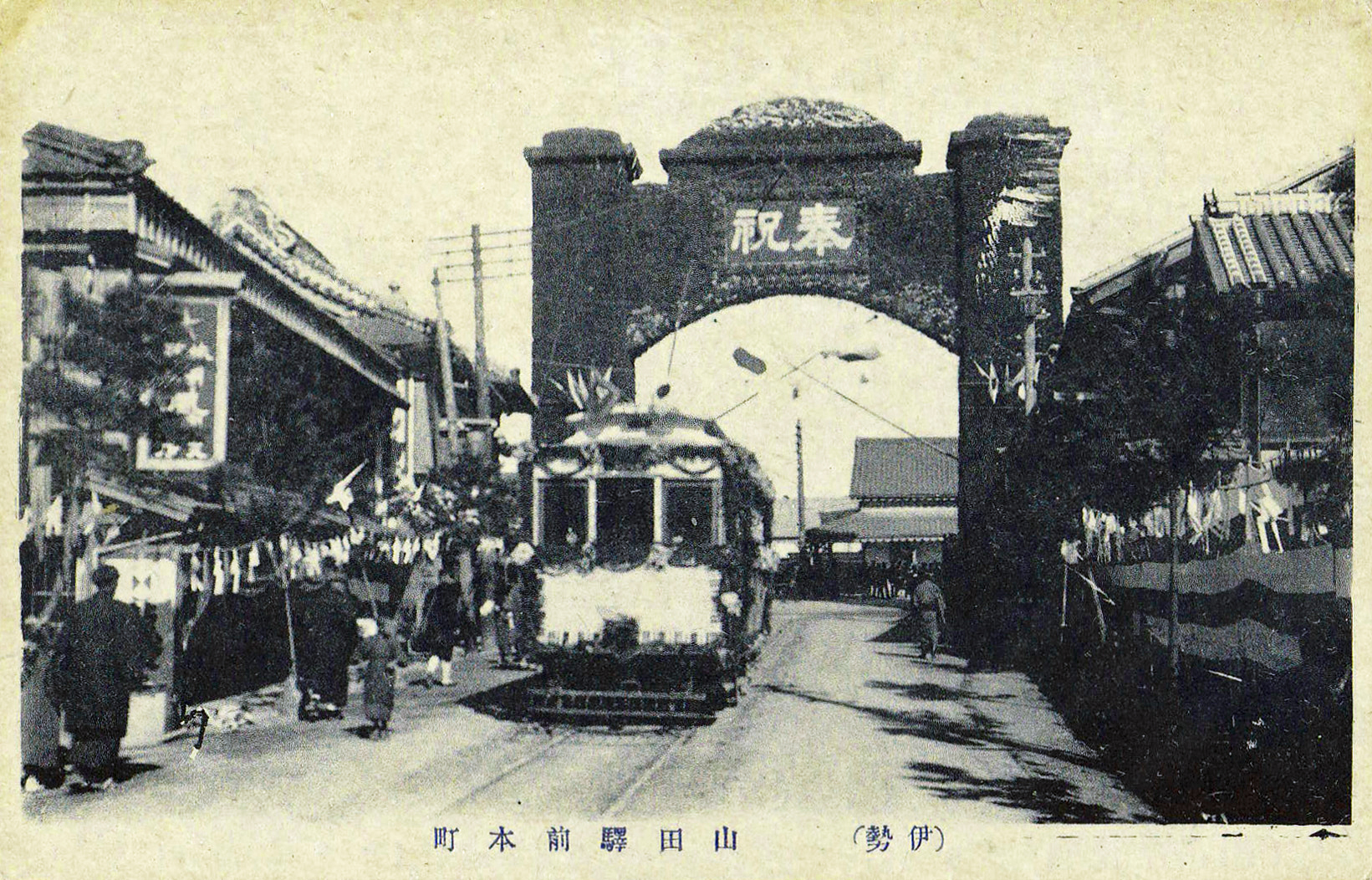
参宮二見線（伊勢電気鉄道時代）

三重県宇治山田市（現・伊勢市）周辺の電気軌道路線は「参宮二見線」と称し、伊勢電気鉄道より引き継いで経営していた。同線は、山田駅（現・伊勢市駅）と伊勢神宮（外宮・内宮）および二見を結ぶ路線で、1903年（明治36年）に最初の区間が開業、1914年（大正3年）に全線が開業した。
参宮二見線は1922年から1937年まで三重合同電気（合同電気）の手で経営された後、1939年（昭和14年）8月1日付で東邦電力から参宮急行電鉄（現・近畿日本鉄道）系列の参急山田自動車株式会社に譲渡された。同社はこれを機に神都交通株式会社（資本金400万円）に改称し、さらに戦時下の事業統合に伴って1944年（昭和19年）三重県下の鉄道・バス事業者を合併して三重交通株式会社へと発展している。合同電気の経営した軌道路線は三重交通の「神都線」として運行が続けられたが、戦後1961年（昭和36年）に廃止され現存しない。

#### 朝熊線
上記参宮二見線の途中から分岐する鉄道路線に「朝熊線」があった。同線は参宮二見線に接続する平坦鉄道線と、同線に接続して朝熊山山上を結ぶ鋼索線（ケーブルカー）からなる。1925年（大正14年）8月に朝熊登山鉄道株式会社（1920年1月設立）によって開業した。同社は資本金75万円、社長田中善助であり、路線が接続しかつ電気を三重合同電気から受電することから両社の合併が決定、1928年（昭和3年）11月1日付で合併が成立して朝熊線は三重合同電気の路線となった。合併に伴う資本金の増加は67万5000円である。
参宮二見線と同様、1939年8月に東邦電力から譲渡されて神都交通の路線となる。ただし同線と異なり、朝熊線は三重交通発足直前の1944年1月に休止され、後に撤去された。

#### 和歌山線
和歌山県和歌山市内や海南市を結ぶ電気軌道路線は「和歌山線」と称し、1930年（昭和5年）5月に京阪電気鉄道より譲り受けた。沿線には和歌浦・新和歌浦・和歌山城・紀三井寺など名所旧跡が多く、年間を通じて多数の乗客があった。
和歌山線は、1909年（明治42年）に和歌山水力電気の手により一部区間が開通したのが始まりである。順次路線網を拡大するとともに京阪電気鉄道へと経営主体が移り、合同電気時代の1930年6月に東和歌山駅（現・和歌山駅）までの区間が開通して全線が開業した。東邦電力に移管された後、1940年（昭和15年）11月1日付で和歌山線は和歌山電気軌道株式会社へと譲渡された。
戦後の1961年に和歌山電気軌道は南海電気鉄道に合併され、合同電気が運営した軌道路線は同社の「和歌山軌道線」となるが、1971年（昭和46年）3月に廃止されており現存しない。

### バス事業
統合した会社のうち、乗合自動車（路線バス）事業を経営していたのは伊勢電気鉄道と京阪電気鉄道である。
伊勢電気鉄道より引き継いだバス事業は、電気軌道とともに宇治山田市内にて運行していた。1932年（昭和7年）3月、この事業は伊勢自動車というバス会社に統合し、さらに伊勢地区に進出してきた参宮急行電鉄の出資を得て「神都乗合自動車株式会社」とした。その後同社は、東邦電力が参急山田自動車（神都交通）に電気鉄軌道事業を譲渡するのにあわせてこれに合併している。
京阪電気鉄道からは、軌道線の保護のため同社が和歌山市内で経営していたバス事業を電気軌道事業とともに引き継いだ。この地域ではほかにもバス事業者があり競合していたが、そのうち2つの事業者と統合することとなり、明光バス株式会社を設立して1930年9月1日より事業を移管した。なお明光バスは、和歌山市におけるバス事業を1935年（昭和10年）6月1日よりさらに和歌山合同バス株式会社へと分離している。

### 兼営事業成績推移表
1922年上期から1936年下期までの各期におけるガス販売量ならびに電車乗客数の推移は下表の通り。
- 会社の「事業報告書」「営業報告書」（J-DAC「企業史料統合データベース」収録）を典拠とする。加えて大阪屋商店編集『株式年鑑』も適宜参照した。
- 決算期は毎年5月末（上期）と11月末（下期）、1930年以降は3月末（上期）と9月末（下期）。
- 1922年上期は前身会社時代を含む1922年3月から同年5月までの数字。
- 決算期改定のあった1930年上期は1929年12月から翌1930年3月までの数字。

| 年度   | ガス販売量 (m3) | 鉄軌道乗客数（人） | 鉄軌道乗客数（人） | 鉄軌道乗客数（人） | 備考                                        |
| 年度   | ガス販売量 (m3) | 参宮二見線         | 朝熊線             | 和歌山線           | 備考                                        |
| ------ | --------------- | ------------------ | ------------------ | ------------------ | ------------------------------------------- |
| 1922上 | 53,500          | 667,631            | -                  | -                  | ガス供給は津市内のみ                        |
| 1922下 | 128,952         | 793,475            | -                  | -                  |                                             |
| 1923上 | 148,844         | 1,109,066          | -                  | -                  |                                             |
| 1923下 | 329,788         | 877,501            | -                  | -                  | 徳島市でのガス供給追加                      |
| 1924上 | 384,257         | 1,296,530          | -                  | -                  |                                             |
| 1924下 | 429,232         | 898,941            | -                  | -                  |                                             |
| 1925上 | 426,394         | 1,288,917          | -                  | -                  |                                             |
| 1925下 | 444,386         | 963,358            | -                  | -                  |                                             |
| 1926上 | 477,043         | 1,356,804          | -                  | -                  |                                             |
| 1926下 | 471,655         | 989,228            | -                  | -                  |                                             |
| 1927上 | 499,428         | 1,226,804          | -                  | -                  |                                             |
| 1927下 | 490,564         | 937,908            | -                  | -                  |                                             |
| 1928上 | 523,669         | 1,265,964          | -                  | -                  |                                             |
| 1928下 | 531,266         | 1,030,188          | 31,907             | -                  | 宇治山田市でのガス供給追加 朝熊登山鉄道合併 |
| 1929上 | 677,226         | 1,427,362          | 369,514            | -                  |                                             |
| 1929下 | 753,312         | 1,300,648          | 294,296            | -                  |                                             |
| 1930上 | 545,605         | 786,357            | 225,661            | -                  | ガス供給は松阪・徳島分のみ計上              |
| 1930下 | 493,844         | 1,269,516          | 285,857            | 5,941,781          | 京阪電気鉄道和歌山支店継承                  |
| 1931上 | 506,320         | 1,064,972          | 264,889            | 5,362,473          |                                             |
| 1931下 | 497,957         | 982,754            | 277,062            | 6,213,212          |                                             |
| 1932上 | 529,898         | 973,176            | 238,570            | 5,630,877          |                                             |
| 1932下 | 531,742         | 967,966            | 263,012            | 6,015,877          |                                             |
| 1933上 | 539,443         | 856,213            | 247,336            | 5,504,241          |                                             |
| 1933下 | 536,931         | 1,185,662          | 283,139            | 5,763,937          |                                             |
| 1934上 | 552,129         | 1,034,437          | 250,005            | 5,737,535          |                                             |
| 1934下 | 515,090         | 1,150,598          | 287,281            | 5,426,299          |                                             |
| 1935上 | 532,032         | 1,097,176          | 237,988            | 5,960,035          |                                             |
| 1935下 | 540,582         | 1,554,827          | 271,683            | 4,813,636          |                                             |
| 1936上 | 582,444         | 1,506,748          | 215,535            | 5,935,852          |                                             |
| 1936下 | 550,065         | 1,643,264          | 274,649            | 6,455,515          |                                             |

## 歴代役員一覧

### 設立初期の役員
三重合同電気は設立当初、大量の役員を抱えた。まず1922年5月の創立総会にて取締役16名・監査役9名の計25名が就任。次いで巌倉水電・比奈知川水電合併に伴う同年9月の株主総会で取締役6名・監査役3名が増員され、さらに徳島水力電気合併に伴う翌1923年11月の総会で取締役9名・監査役3名が追加されて、計46人という大所帯となった。この46名は3名を除き前身会社・合併会社で役員を務めていた。
これら初期の役員の氏名と前身会社・合併会社での役職は以下の通り。
| 1922年 5月就任  | 取締役 | 津電灯出身   | 川喜田久太夫（社長）、葛輪豊次郎（常務）、川喜田四郎兵衛・川北栄夫※・松本恒之助・小島惣右衛門（取締役） ※川北は伊勢電鉄取締役兼    |
| 1922年 5月就任  | 取締役 | 松阪電気出身 | 安保庸三（社長）、浜地仁三郎・徳力嘉蔵・長崎精一・野上菊太郎・白塚大三郎                                                           |
| 1922年 5月就任  | 取締役 | 伊勢電鉄出身 | 太田光熈（社長）、河村清兵衛・田中善助（取締役）                                                                                   |
| 1922年 5月就任  | 取締役 | その他       | 小島源三郎 |
| 1922年 5月就任  | 監査役 | 津電灯出身   | 中川藤右衛門・村田真一・小林嘉平治（監査役）                                                                                       |
| 1922年 5月就任  | 監査役 | 松阪電気出身 | 谷口源八・後藤友之助・鈴木藤兵衛（監査役）                                                                                         |
| 1922年 5月就任  | 監査役 | 伊勢電鉄出身 | 秋田喜助（専務）、澤潟久富・阿竹嘉六（監査役）                                                                                     |
| 1922年 9月就任  | 取締役 | 巌倉水電出身 | 筒居信郎・筒井喜一郎・浜辺嘉兵衛・松本堯次郎（取締役）、服部孝太郎（監査役）                                                       |
| 1922年 9月就任  | 取締役 | 比奈知川出身 | 松本泰祐（取締役） |
| 1922年 9月就任  | 監査役 | 巌倉水電出身 | 岡又五郎（監査役） |
| 1922年 9月就任  | 監査役 | 比奈知川出身 | 村治円次郎（監査役） |
| 1922年 9月就任  | 監査役 | その他       | 下津利兵衛 |
| 1923年 11月就任 | 取締役 | 徳島水力出身 | 井原外助（専務）、吉本彦次（常務）、前川善平・宇田友四郎・松村覚次・中川喜義・安居喜造・広野織蔵（取締役）、世古口繁太郎（監査役） |
| 1923年 11月就任 | 監査役 | 徳島水力出身 | 横山慶爾・矢村克（監査役） |
| 1923年 11月就任 | 監査役 | その他       | 高桑確一 |

上記のうち川喜田久太夫が初代の代表取締役社長を務める。その他、役員選出と同時に安保庸三が取締役副社長、小島源三郎が専務取締役、川北栄夫・太田光煕・小島惣右衛門・白塚大三郎・田中善助が参与取締役、秋田喜助が常任監査役となった。

### 取締役一覧（1923年末以降）
1923年12月の定時株主総会において、上記の取締役全員が辞任し、取締役は18名に整理された。これ以降、1937年3月の東邦電力合併までの間に下表の37名が取締役を務めた。
- 就任・退任時期は特記のない限り会社の「事業報告書」「営業報告書」（J-DAC「企業史料統合データベース」収録）を出典とする。
- 東邦電力との合併時点の役員は、1937年3月現在の役員一覧に基づく[144]。

| 氏名           | 就任       | 退任           | 備考                                              |
| -------------- | ---------- | -------------- | ------------------------------------------------- |
| 川北栄夫       | 1922年5月  | 1924年5月辞任  | 川北電気企業社（大阪）社長                        |
| 川喜田久太夫   | 1922年5月  | 1924年7月辞任  | 百五銀行（津）頭取 津の木綿商川喜田商店代表       |
| 小島源三郎     | 1922年5月  | 1924年7月辞任  | 元秋田県知事                                      |
| 川喜田四郎兵衛 | 1922年5月  | 1924年9月辞任  | 百五銀行取締役、久太夫義兄                        |
| 松本恒之助     | 1922年5月  | 1926年6月死去  | 伊勢新聞（津）社長                                |
| 小島惣右衛門   | 1922年5月  | 1927年12月     | 百五銀行取締役、津市の肥料商                      |
| 田中善助       | 1922年5月  | 1931年4月      | 伊賀上野の実業家                                  |
| 太田光熈       | 1922年5月  | 1924年5月辞任  | 京阪電気鉄道（大阪）社長兼任 （1925年までは常務） |
| 太田光熈       | 1924年9月  | 1937年3月      | 京阪電気鉄道（大阪）社長兼任 （1925年までは常務） |
| 安保庸三       | 1922年5月  | 1937年3月      | 松阪の実業家                                      |
| 河村清兵衛     | 1922年5月  | 1937年3月      | 宇治山田の醤油醸造業者                            |
| 中川喜義       | 1923年11月 | 1927年12月     | 高知の実業家                                      |
| 広野織蔵       | 1923年11月 | 1927年12月     | 彦根在住の人物                                    |
| 安居喜造       | 1923年11月 | 1930年3月死去  | 彦根在住の人物                                    |
| 吉本彦次       | 1923年11月 | 1930年6月辞任  | 高知の実業家                                      |
| 松村覚次       | 1923年11月 | 1931年4月      | 徳島在住の人物                                    |
| 井原外助       | 1923年11月 | 1931年4月      | 大阪の実業家、川北栄夫義弟                        |
| 前川善平       | 1923年11月 | 1934年4月      | 元近江水力電気（彦根）社長                        |
| 宇田友四郎     | 1923年11月 | 1934年4月      | 土佐電気（高知）社長                              |
| 河村千里       | 1924年6月  | 1925年1月辞任  | 元支配人                                          |
| 高桑確一       | 1924年6月  | 1937年3月      | 川北電気企業社常務 元三重共同電気支配人兼技師長   |
| 小林嘉平治     | 1927年12月 | 1937年3月      | 前監査役                                          |
| 筒居信郎       | 1928年7月  | 1937年3月      | 前監査役                                          |
| 清水収吉       | 1928年7月  | 1937年3月      | 取締役兼支配人として入社 前逓信省郵務局業務課長   |
| 兼松煕         | 1928年8月  | 1931年4月      | 元濃飛電気社長                                    |
| 伊藤伝七       | 1928年8月  | 1937年3月      | 元濃飛電気取締役、三重郡の実業家                  |
| 進藤甲兵       | 1930年7月  | 1931年4月      | 東邦電力常務兼任                                  |
| 宮川竹馬       | 1930年7月  | 1931年4月      | 東邦電力常務兼任                                  |
| 岡本桜         | 1930年7月  | 1933年4月辞任  | 東邦電力取締役兼任（元専務）                      |
| 津村紀陵       | 1930年7月  | 1933年12月死去 | 元和歌山水力電気常務                              |
| 海東要造       | 1930年7月  | 1937年3月      | 東邦電力専務兼任                                  |
| 中西四郎       | 1930年7月  | 1937年3月      | 元逓信省電気局長                                  |
| 田中徳次郎     | 1931年4月  | 1933年5月死去  | 元東邦電力専務                                    |
| 桜木亮三       | 1933年4月  | 1937年3月      | 元東邦電力常務                                    |
| 松永安左エ門   | 1934年1月  | 1936年11月     | 東邦電力社長兼任                                  |
| 名取和作       | 1934年4月  | 1937年3月      | 東邦電力取締役兼任                                |
| 市川春吉       | 1934年4月  | 1937年3月      | 1930年支配人として入社 前東邦電力名古屋支店長     |
| 野村正幸       | 1934年4月  | 1937年3月      | 元伊勢電気鉄道支配人                              |

#### 備考

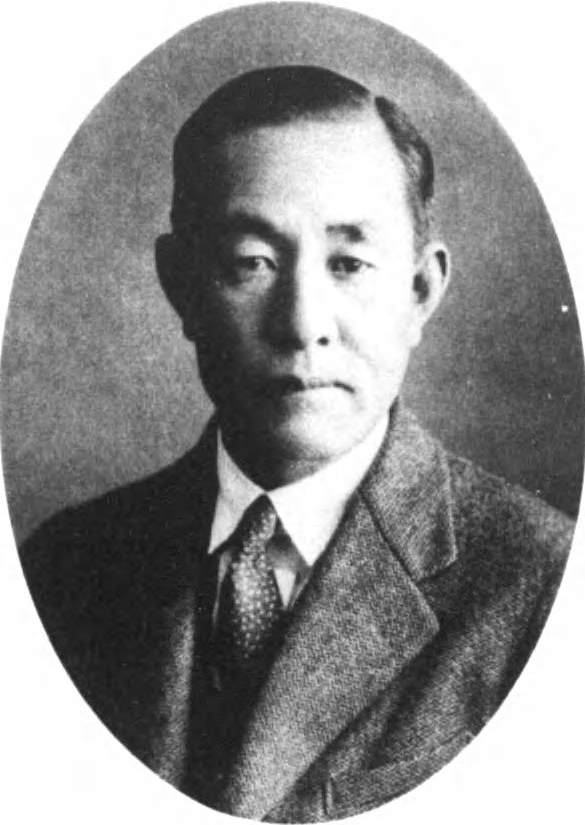
清水収吉

代表取締役
代表取締役（会社を代表すべき取締役）は1922年5月の設立時には川喜田久太夫が就任。川喜田の辞任後、1924年9月1日に太田光熈と安保庸三が就任した。うち安保は1930年6月21日付で代表権のみ辞職している。
東邦電力からの事業継承後の1930年7月7日、増員取締役のうち海東要造・岡本桜が代表取締役に追加された。翌1931年4月30日、海東に代わって田中徳次郎が就任。岡本の退任と田中の死去後、1934年1月31日に松永安左エ門が加わった。
会長・社長・副社長
初代の取締役社長川喜田久太夫は1924年7月まで在任。同年9月1日、太田光熈が2代目社長となり、以後1937年3月の東邦電力合併時まで在任した。
取締役副社長は会社設立時に安保庸三が就任、1928年8月2日に兼松煕も加わり2人体制となる。1930年7月7日、2人に代わって海東要造・高桑確一が副社長となる。翌1931年4月30日、うち海東は田中徳次郎と交代するが、田中が1933年8月15日に死去した後は高桑1人体制のまま東邦電力合併時まで続いた。
取締役会長は松永安左エ門1人のみで1934年1月31日就任。ただし1936年11月24日付で取締役を辞任している。
その他役職
1937年3月時点で、社長太田・副社長高桑の下では桜木亮三が専務、清水収吉が常務を務めていた。うち清水は1930年に取締役兼支配人から昇格したもの。その他の取締役では、市川春吉が支配人兼営業課長、筒居信郎が津支社長、野村正幸が和歌山支社長をそれぞれ兼職していた。
東邦電力合併による異動
社長の太田光熈は1937年11月3日、東邦電力副社長に就任。副社長高桑確一も同社取締役となる。常務清水収吉は東邦電力でも常務となり後に副社長へと昇格、取締役兼支配人市川春吉も東邦電力で取締役を経て常務に就いた。

### 監査役一覧（1923年末以降）
1923年12月の定時株主総会において、前述の監査役全員が任期満了となり、監査役は6名に整理された。これ以降、1937年3月の東邦電力合併までの間に下表の17名が監査役を務めた。
- 就任・退任時期は会社の「事業報告書」「営業報告書」（J-DAC「企業史料統合データベース」収録）を出典とする。
- 東邦電力との合併時点の役員は、1937年3月現在の役員一覧に基づく[144]。

| 氏名         | 就任       | 退任           | 備考                           |
| ------------ | ---------- | -------------- | ------------------------------ |
| 秋田喜助     | 1922年5月  | 1924年12月死去 | 宇治山田の実業家               |
| 小林嘉平治   | 1922年5月  | 1927年12月     | 三重県農工銀行（津）頭取       |
| 横山慶爾     | 1923年11月 | 1924年5月死去  | 土佐電気取締役                 |
| 矢村克       | 1923年11月 | 1924年5月辞任  | 川北電気企業社専務             |
| 筒居信郎     | 1923年12月 | 1927年12月     | 前取締役、初代伊賀支社長       |
| 白塚大三郎   | 1923年12月 | 1929年5月死去  | 前取締役、松阪の実業家         |
| 太田光熈     | 1924年6月  | 1924年8月辞任  | 前取締役                       |
| 広野織蔵     | 1927年12月 | 1932年4月      | 前取締役                       |
| 中川喜義     | 1927年12月 | 1932年4月      | 前取締役                       |
| 松本整之亮   | 1927年12月 | 1932年4月      | 津市在住の人物                 |
| 奥田正吉     | 1928年8月  | 1929年12月死去 | 名古屋の貿易商                 |
| 結城豊太郎   | 1930年7月  | 1930年9月辞任  | 元安田銀行副頭取               |
| 小竹岩楠     | 1930年7月  | 1933年10月死去 | 元日高川水力電気（御坊）専務   |
| 藍川清成     | 1930年7月  | 1937年3月      | 愛知電気鉄道（名古屋）社長     |
| 風間八左衛門 | 1930年7月  | 1937年3月      | 元濃勢電力取締役、京都の醤油商 |
| 島村安次郎   | 1930年7月  | 1937年3月      | 和歌山の酒造業者               |
| 加藤農夫     | 1934年1月  | 1937年3月      | 三菱銀行常務加藤武男の弟       |